# 慕尼黑有轨电车
慕尼黑有轨电车（德語：Straßenbahn München），正式名称及当地名称为电车（Tram），是德国慕尼黑的一个有轨电车系统，也是当地最早开办的公共短途客运运输方式之一。它于1876年10月21日开始运营，最初是由马匹拉动，但随着线路于1895年至1918年间逐渐实现电气化，电力动车组便取代了动物牵引。在第一和第二次世界大战期间以及苏维埃共和国时期，慕尼黑电车只能维持有限度运行，并于1945年完全停运了约一个月。重新通车后，线路网络得到扩大并在1966年达到最鼎盛的134公里。由于地铁的开通，电车在此后多年间陆续被前者替代。然而在1986年，慕尼黑市议会在经历了大规模的民间抗议活动后，决定继续保留电车，使电车网络自1996年起得以再次扩大。
慕尼黑电车由慕尼黑交通公司在慕尼黑交通及资费集团制定的框架下运营。如今全长79公里的电车网络大部分位于慕尼黑市境内，仅25号线的部分路段延伸至格林瓦尔德。在十三条路线上最多会有91辆车同时按图行驶（截至2014年6月）。2013年，慕尼黑交通公司5.44亿人次的旅客发送量中有1.05亿是来自电车，这相当于19%的份额。通过四条夜间线，总共172座电车站中有108座都提供全天候服务。

## 运营及路线网络
慕尼黑电车的网络由十条电车路线组成，它从当日04:45至次日01:30之间通常维持10分钟一班（晚班为20分钟一班）的运行频率，并通过另外三条仅以短线偶尔开行的路线进行加密。在这些日间线以及地铁的运行间歇期间，有四条电车夜间线和其它巴士夜间线从周五跨周六、周六跨周日的凌晨以15至30分钟一班的频率开行，平日凌晨则维持每小时一班。

### 日间线
| 路线           | 走向 | 车站      | 行驶时间          | 间隔     | 晚班间隔  | 開放街圖  |
| -------------- | --- | --------- | ----------------- | -------- | --------- | --------- |
| 慕尼黑電車12路 | 沙伊德广场 － 霍亨索伦广场 － 莱昂罗德广场 － 红十字广场 － 罗曼广场（自罗曼广场继续担当16号线） | 17        | 22分钟            | 10分钟   | 20分钟    | 去程 返程 |
| 慕尼黑電車15路 | 马克斯·韦伯广场 － 罗森海姆广场 － 东部陵园 － 西尔伯霍恩街 － 韦特施泰因广场 － 大黑塞洛赫桥（仅周一至五，加密25号线） | 17        | 24分钟            | 10分钟   | –         | 去程 返程 |
| 慕尼黑電車16路 | 罗曼广场 － 多纳斯贝格桥 － 哈克桥 － 火车总站 － 卡尔广场（斯塔修斯） － 森德灵门 － 伊萨尔门 － 马克西米利安纪念碑 － 莱赫尔 － 埃夫纳广场 （－ 阿拉贝拉公园/博根豪森医院 － 圣埃默拉姆） （自罗曼广场继续担当12号线；自埃夫纳广场－圣埃默拉姆仅在高峰时段作为17号线的加密） | 26 （35） | 39分钟 （50分钟） | 10分钟   | 20分钟    | 去程 返程 |
| 慕尼黑電車17路 | 阿马莉堡街 － 罗曼广场 － 多纳斯贝格桥 － 哈克桥 － 火车总站 － 卡尔广场（斯塔修斯） － 森德灵门 － 伊萨尔门 － 嘉斯台 － 马克斯·韦伯广场 － 埃夫纳广场 － 阿拉贝拉公园/博根豪森医院 － 圣埃默拉姆                                                                             | 41        | 57分钟            | 10分钟   | 20分钟    | 去程 返程 |
| 慕尼黑電車18路 | 贡德雷尔广场 － 韦斯滕德街 － 劳滕萨克街 － 特拉彭特罗伊街 － 火车总站南 － 卡尔广场（斯塔修斯） － 森德灵门 － 圣母进教之佑广场 － 东部陵园 － 吉兴 － 天鹅湖街 | 30        | 42分钟            | 10分钟   | 20分钟    | 去程 返程 |
| 慕尼黑電車19路 | 帕兴 － 维利巴尔德广场 － 菲尔斯滕里德街 － 劳滕萨克街 － 特拉彭特罗伊街 － 火车总站 － 卡尔广场（斯塔修斯）北 － 戴蒂尼街 － 马克西米利安纪念碑 － 马克西米利安纪念馆 － 马克斯·韦伯广场 － 莱姆畔山                                                                          | 34        | 50分钟            | 10分钟   | 20分钟    | 去程 返程 |
| 慕尼黑電車     | 莫萨赫 － 西部陵园 － 莱昂罗德广场 － 斯蒂格迈尔广场 － 火车总站 － 卡尔广场（斯塔修斯） | 17        | 22分钟            | 10分钟   | 20分钟    | 去程 返程 |
| 慕尼黑電車     | 西部陵园 － 莱昂罗德广场 － 斯蒂格迈尔广场 － 火车总站北 － 卡尔广场（斯塔修斯）北 － 戴蒂尼街 － 马克西米利安纪念碑 － 马克西米利安纪念馆 － 马克斯·韦伯广场 － 火车东站 － 克莱勒街 － 圣维特街街                                                                            | 28        | 37分钟            | 10分钟   | 20分钟    | 去程 返程 |
| 慕尼黑電車     | 慕尼黑高等学院 － 斯蒂格迈尔广场 － 火车总站 － 卡尔广场（斯塔修斯） （在圣诞假及暑假停运；加密20及21号线） | 8         | 10分钟            | 10分钟   | –         | 去程 返程 |
| 慕尼黑電車     | 慕尼黑自由广场 － 波茨坦街 － 帕西法尔广场 － 慕尼黑门畔 － 安妮·阿尔贝斯街 － 多马克街 － 施瓦宾北 （高峰时段每6分钟、晚班时段每20分钟、其余时段每10分钟一班） | 7         | 9分钟             | 6/10分钟 | 20分钟    | 去程 返程 |
| 慕尼黑電車     | 马克斯·韦伯广场 － 罗森海姆广场 － 东部陵园 － 西尔伯霍恩街 － 韦特施泰因广场 － 大黑塞洛赫桥 － 格林瓦尔德德博芬加广场 | 23        | 31分钟            | 10分钟   | 20分钟    | 去程 返程 |
| 慕尼黑電車     | 佩图埃尔环路 – 霍亨索伦广场 – 选帝侯广场 – 卡罗利妮广场 – 卡尔广场（斯塔修斯） – 森德灵门 （晚班时段：周五/六每10分钟、其余日子每20分钟一班） | 15        | 20分钟            | 10分钟   | 10/20分钟 | 去程 返程 |
| 慕尼黑電車     | 沙伊德广场 – 选帝侯广场 – 卡罗利妮广场 – 卡尔广场（斯塔修斯） – 森德灵门 （仅周一至周六，加密27号线） | 12        | 16分钟            | 10分钟   | –         | 去程 返程 |

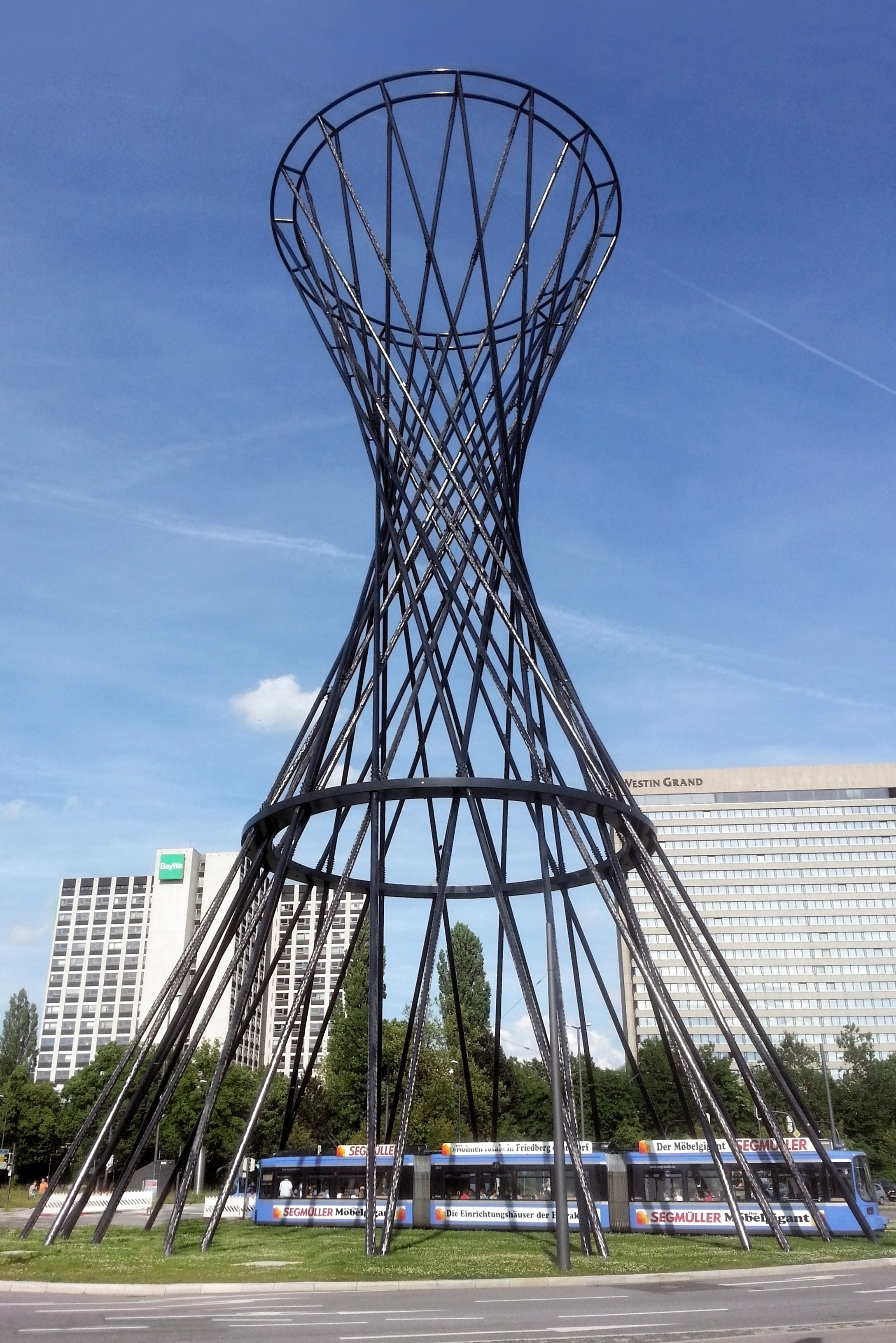
16号线车辆穿过梅·韦斯特
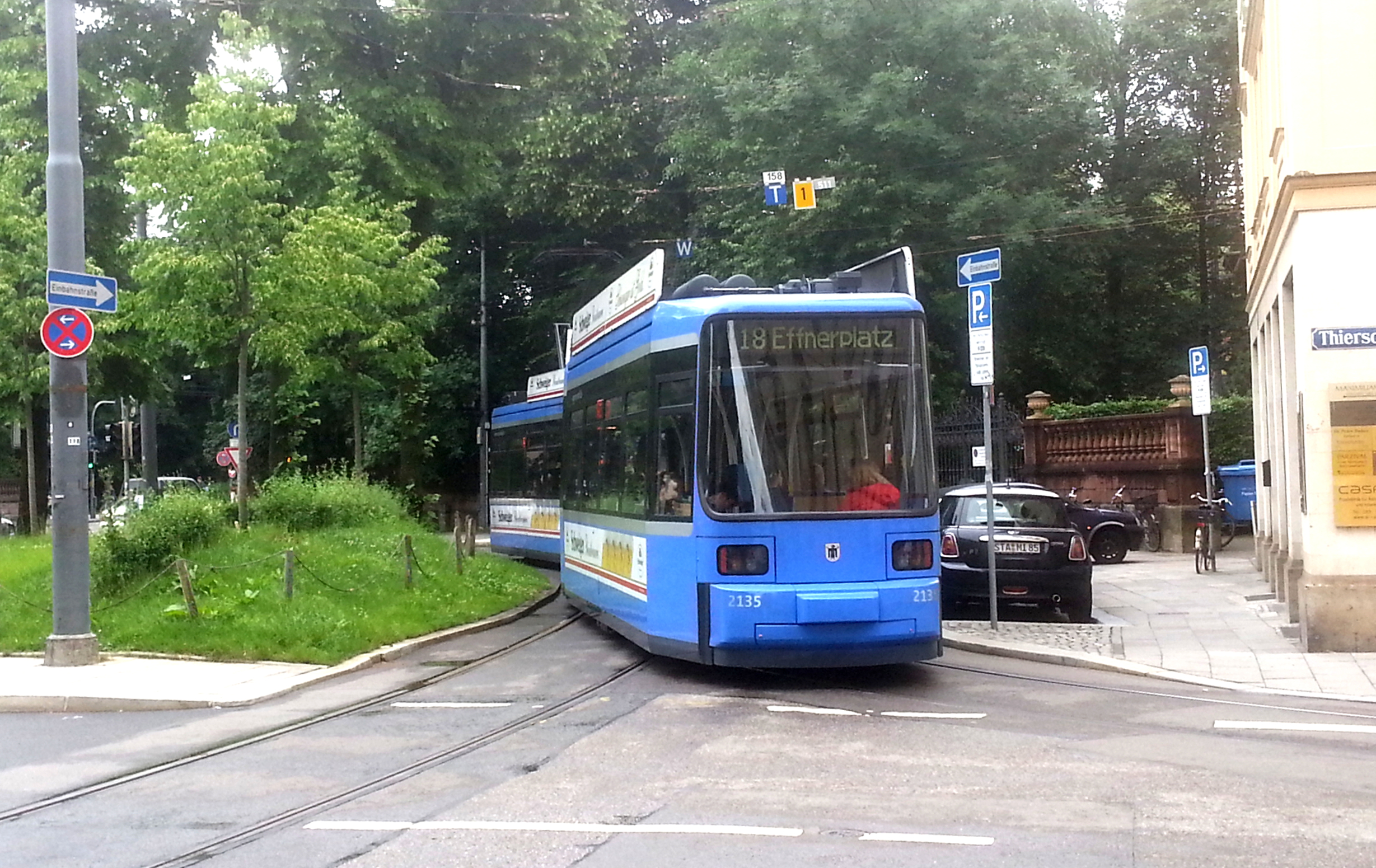
18号线车辆于马克西米利安纪念碑
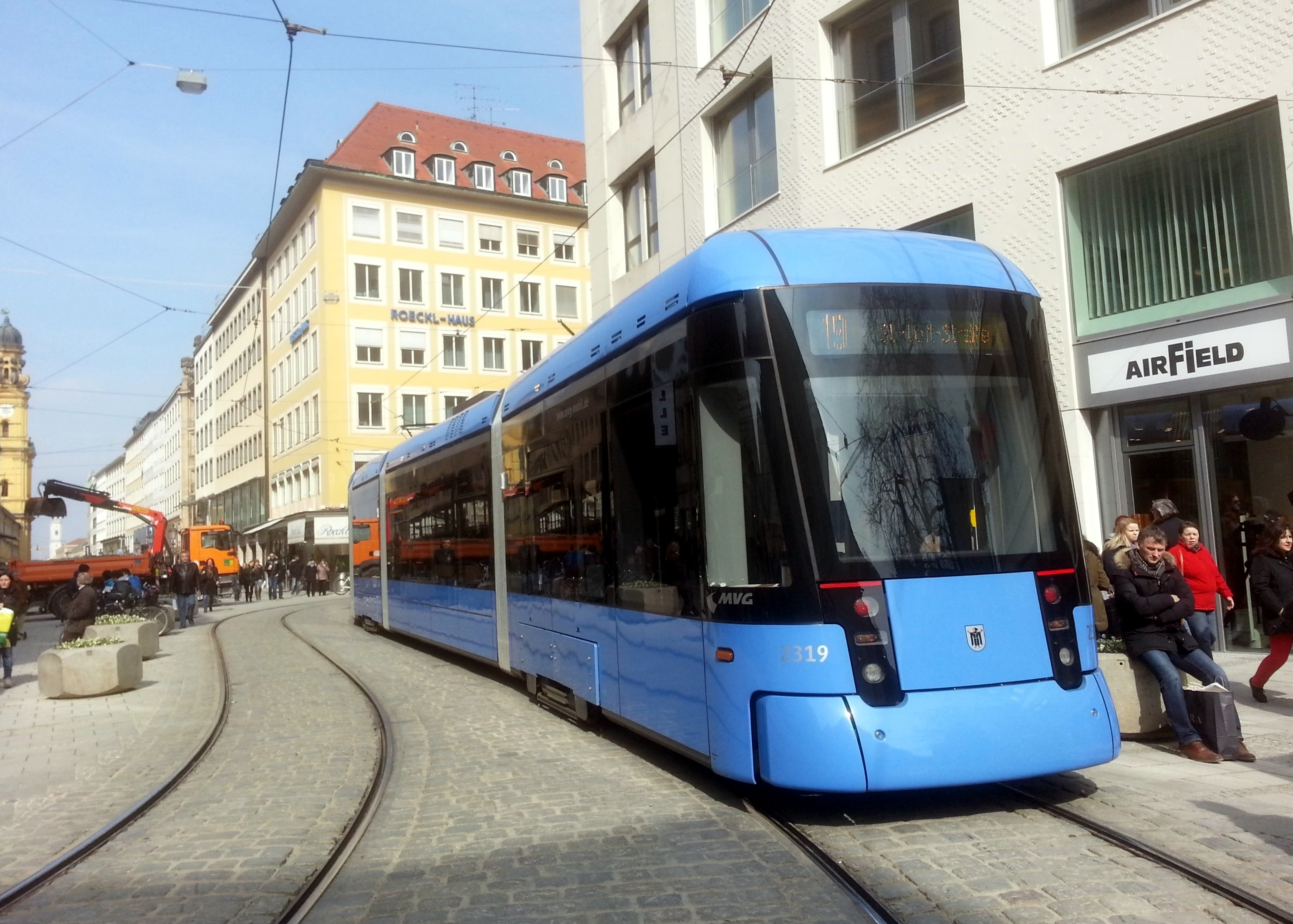
S型2319号车穿越戴蒂尼街的行人专用区
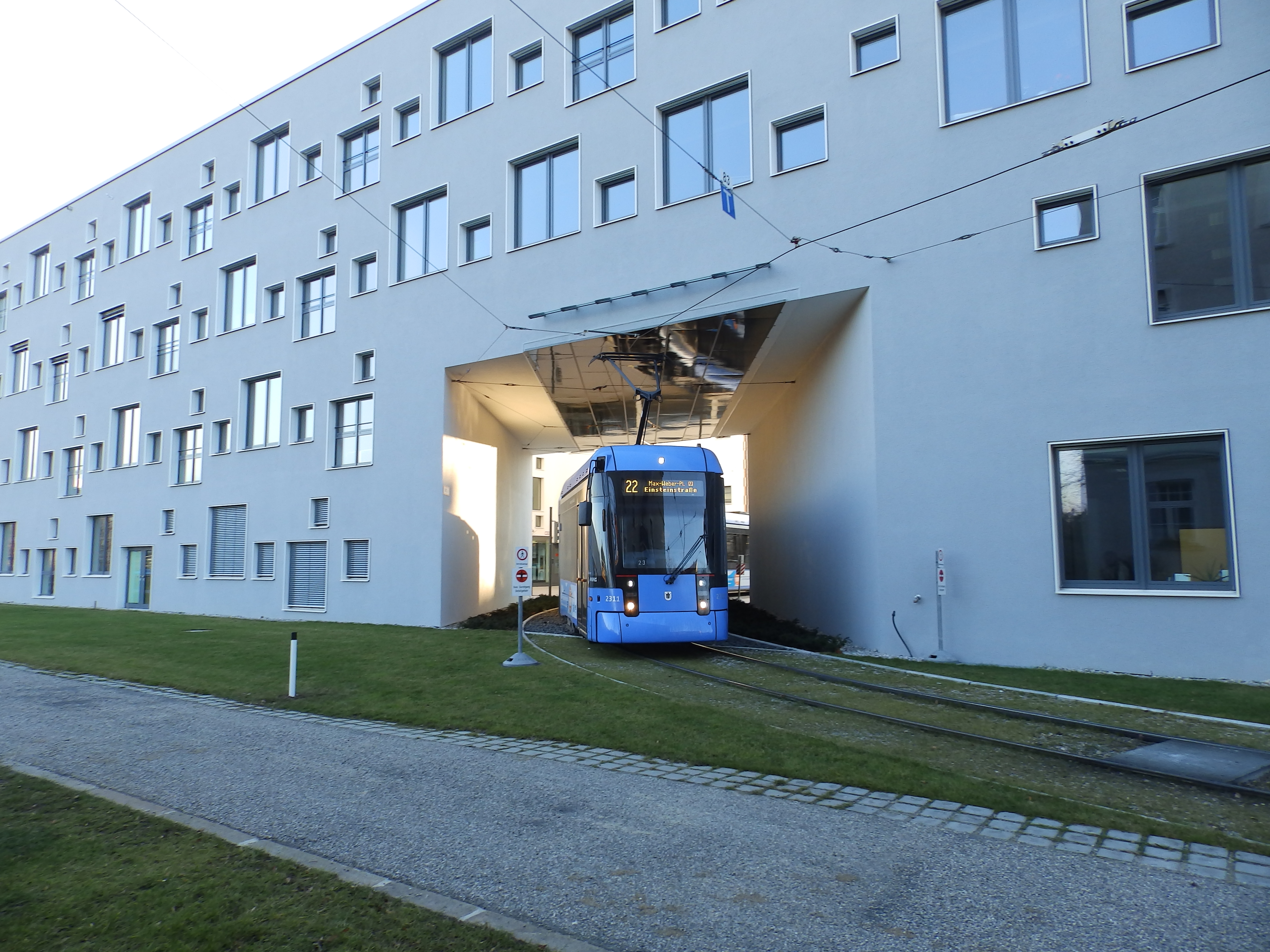
车辆驶离慕尼黑高等学院
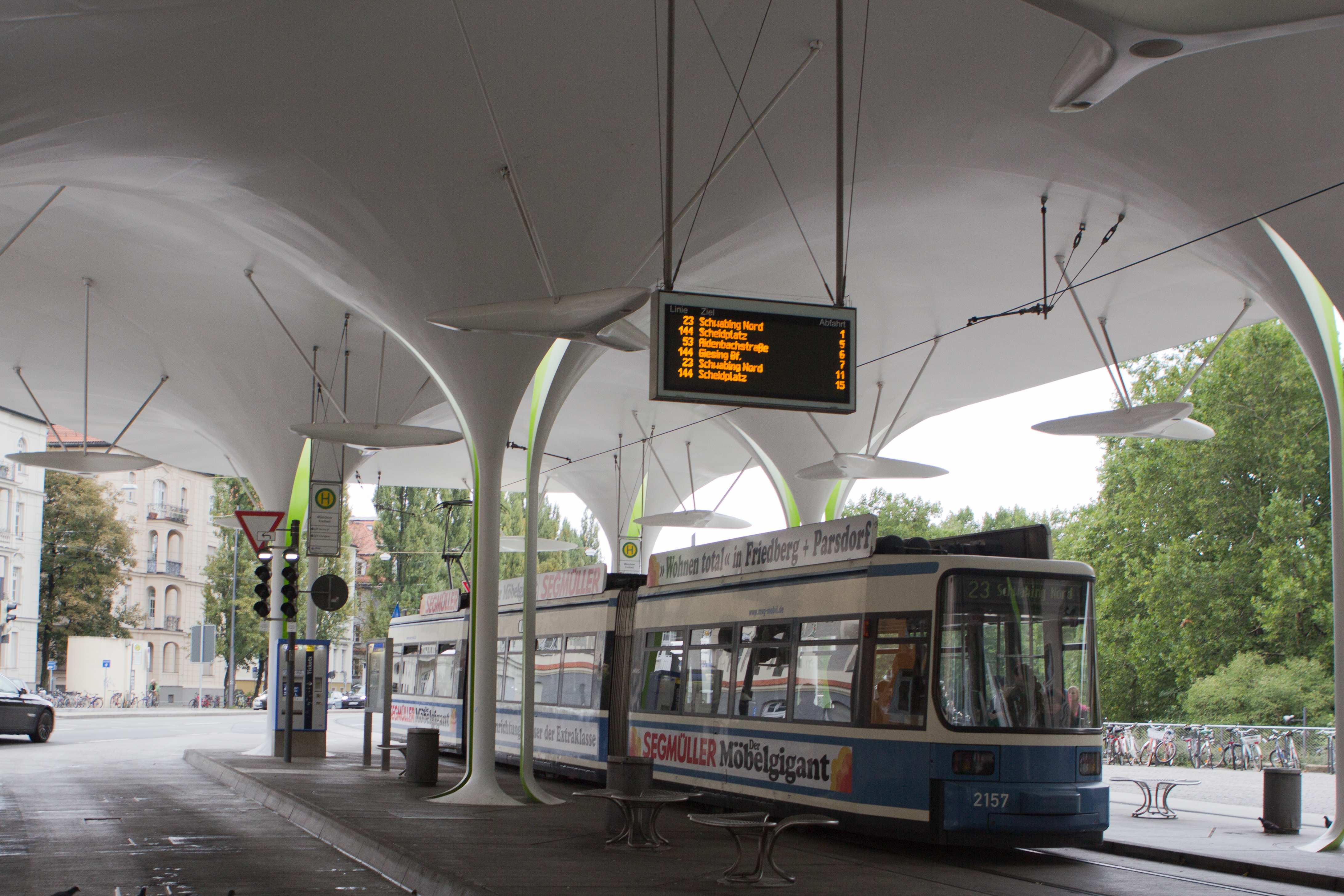
23号线在慕尼黑自由广场的起讫站

### 夜间线

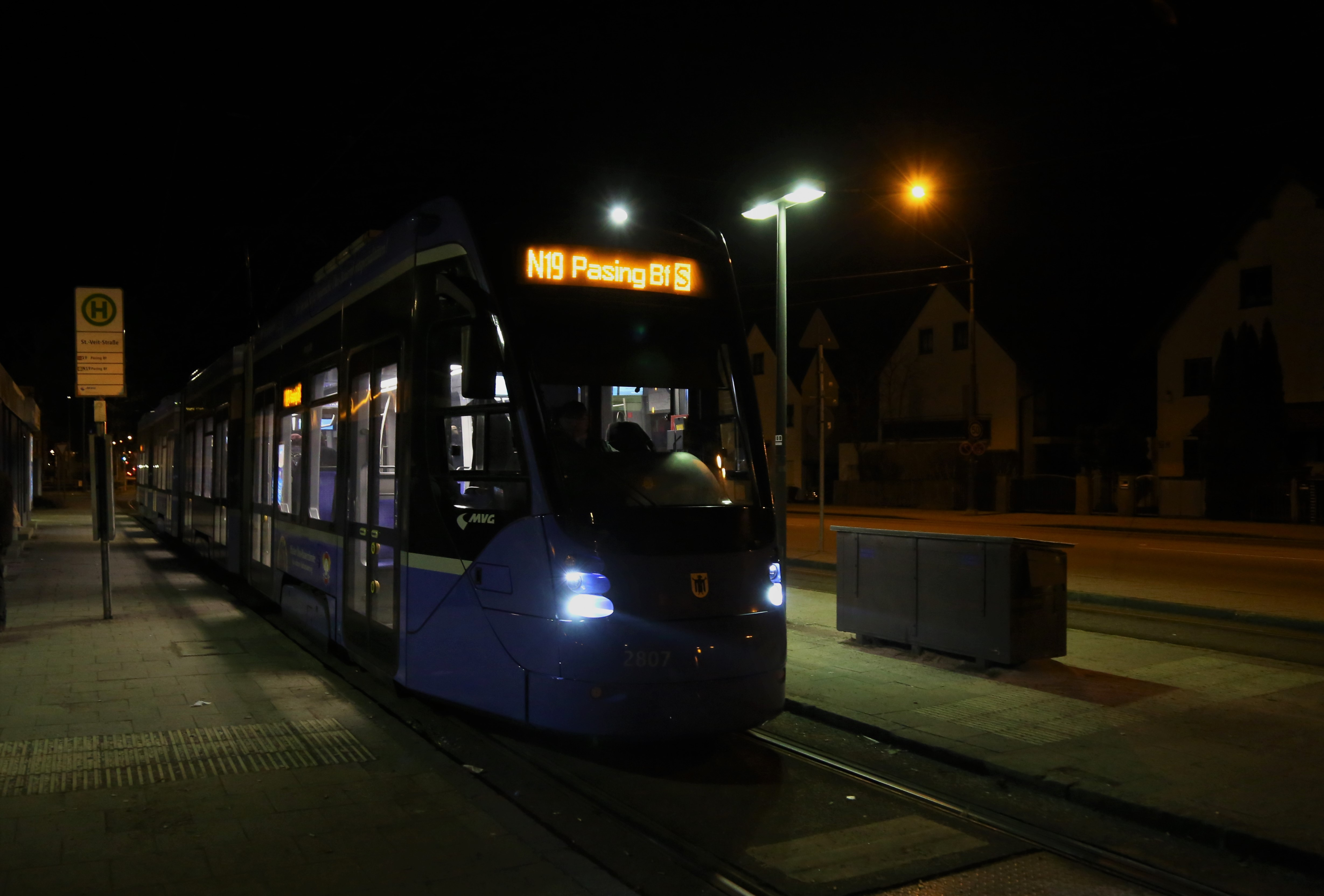
N19号夜线于圣维特街

慕尼黑电车的夜间网络主要运行有以下路线：
- 阿马莉堡街 － 埃夫纳广场（17号线的部分路段）
- 帕兴火车站 － 圣维特街
  - 帕兴火车站 － 马克斯·韦伯广场（同19号线）
  - 卡尔广场（斯塔修斯） － 圣维特街（同21号线）
- 莫萨赫 － 卡尔广场（斯塔修斯）（同20号线）
- 佩图埃尔环路 － 大黑塞洛赫桥
  - 佩图埃尔环路 － 森德灵门（同27号线）
  - 卡尔广场（斯塔修斯） － 东部陵园（同18号线）
  - 东部陵园 － 大黑塞洛赫桥（同25号线）

这些路线及其它巴士夜线的运营时间为每天凌晨的01:30至04:30。在周六和周日凌晨，N19号线和N27号线提供每30分钟一班的服务，部分路段甚至达到每15分钟一班。在其余日子的凌晨，夜间线每小时发出一班。斯塔修斯是所有夜间线的中央交汇点，每当凌晨01:30、02:30、03:30和04:30，全部四条电车夜线以及N40、N41号巴士线之间都可在此实现平稳换乘。

### 特殊线

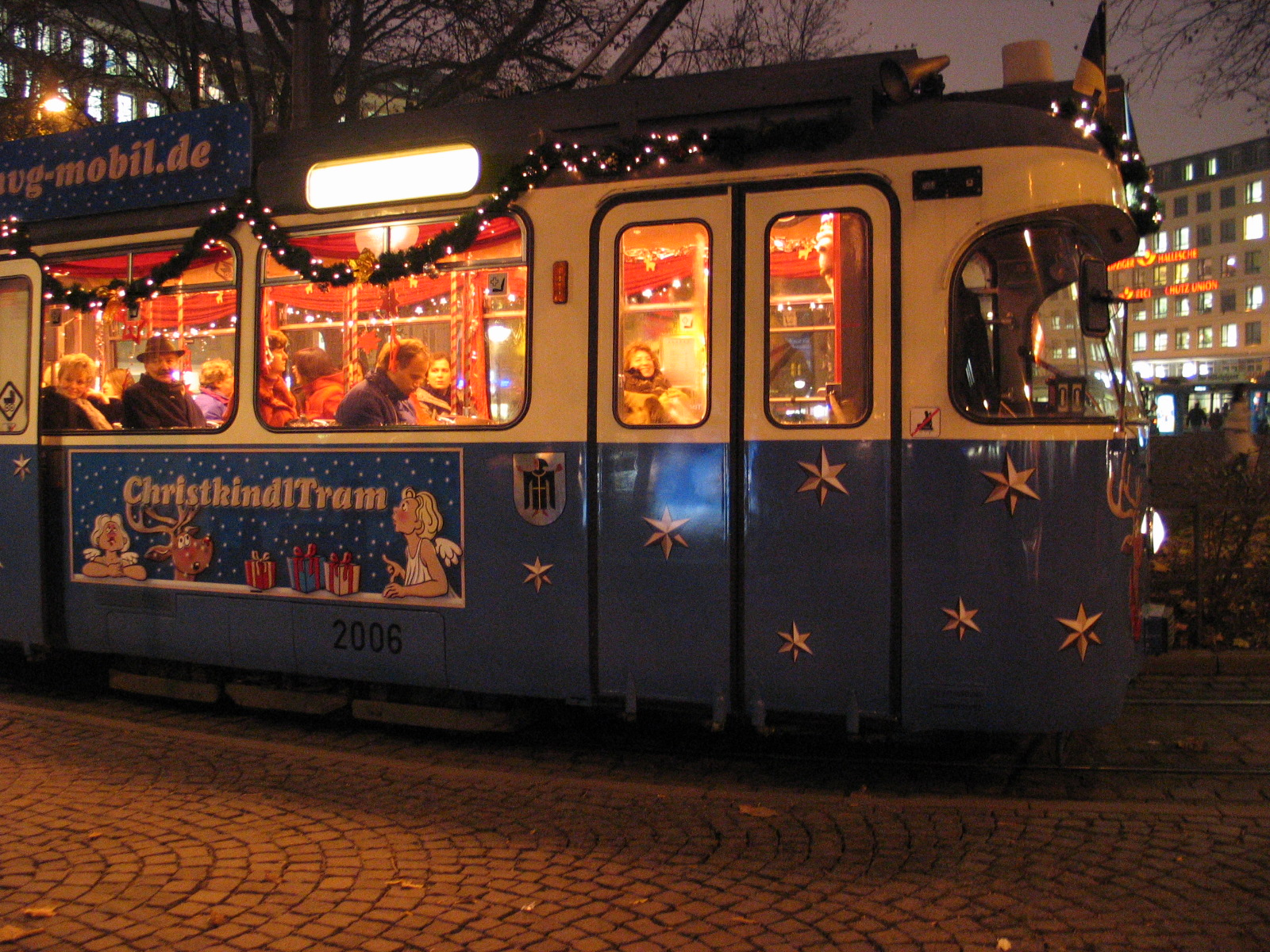
自1994年以来，耶稣小孩电车每逢12月都会在老城环路上进行巡游

慕尼黑电车原则上可以被租用于特殊行驶。在12月定期有一条名为“耶稣小孩电车（Christkindltram）”的特殊路线作环线运行，并以森德灵门担任起讫站。这个电车配有圣诞节装饰，会在车内播放圣诞音乐并供应热饮和姜饼。此外，还有定期租用作游览市容、名为“城市电车（MünchenTram）”的路线，以及供派对使用的派对电车（通常为P型车）。在作耶稣小孩电车和城市电车行驶时，会使用M型2412号动车搭配M型3407号拖车的组合。

### 工地线

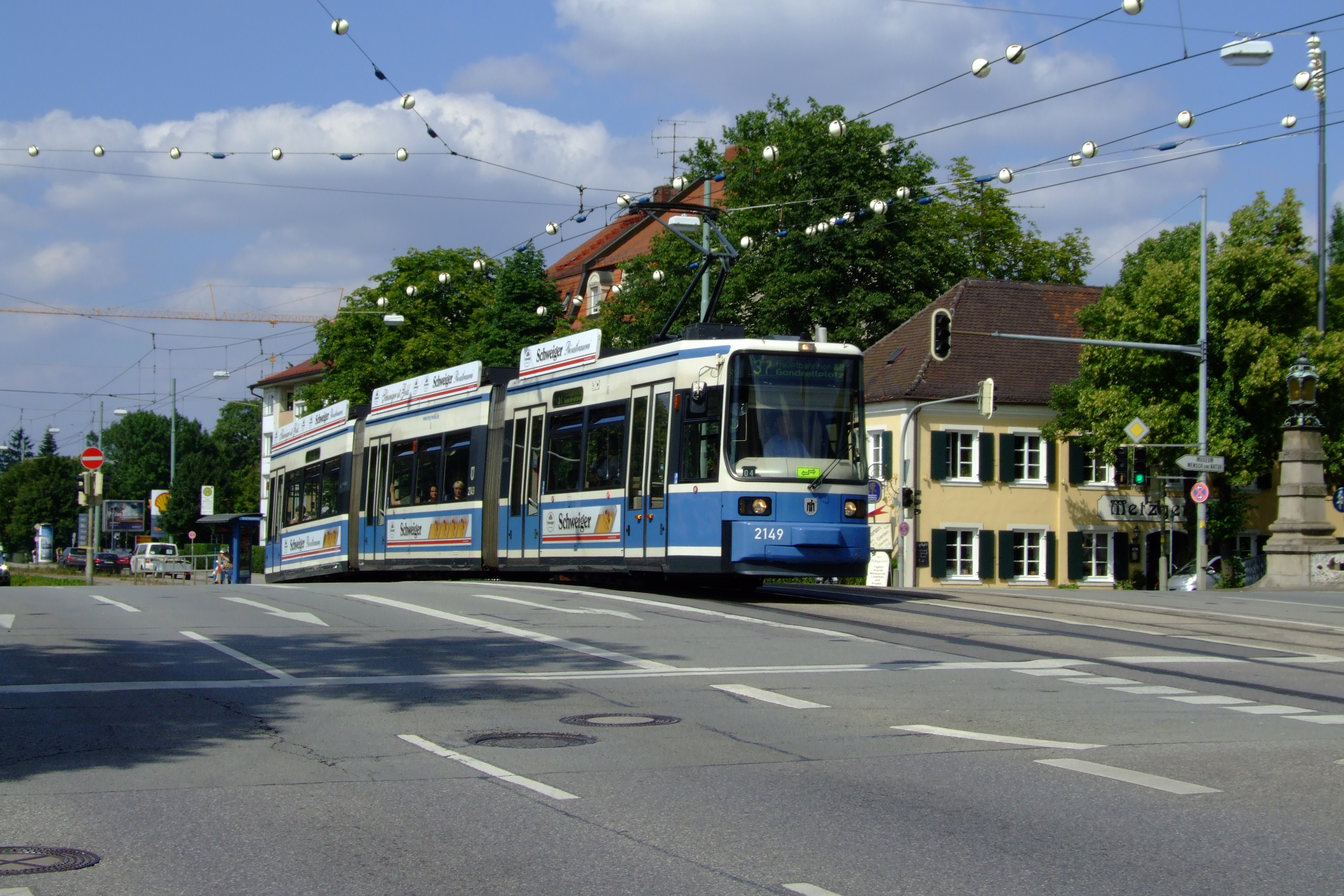
担当37号工地线运行的R型车带有绕行标识

在一些重要的交通连接点展开大型建设工程期间，通常会有多条路线无法按常规路径运行，因此必须进行分拆或改道。自2005年以来，慕尼黑交通公司开行了一部分编号为30至39之间的工地线（Baustellenlinien）：例如，17和18号线的西部分支结合在一起，创建为新的37号线。通过这种方式，乘客可以更好的适应路径的变化。
2017年10月，电车开行了一条名为“U2”的工地线，因为从火车总站至森德灵门间的地铁服务受到了工程干扰。
为了识别工地线，在R2和R3型车挡风玻璃的夜间线标志处会插入“绕行”符号。而较旧的P型高地板列车则会单独贴上一个带有绕行符号的醒目的黄色标志。
如果电车路线完全停运并由巴士提供轨道替代运输，那么替代路线有一段时间会获得百位编号，例如，替代电车18号线的接驳巴士会被称为118号线。同样的，在新建的电车23号线从先期运营至正式开通期间，接驳巴士会被称为123号。但与此同时，部分路线也会使用常规编号，因此在2017年便出现了以18号和19号命名的接驳巴士。

### 电气设备
自2001年以来，滑接线的电压为750伏特直流电，在此之前则为600伏特。路线网络上有各种不同的架空电缆系统，在慕尼黑主要使用简单悬挂，其中导线系于接触网电杆之间。在新建线路上则更多的使用链形悬挂，其中导线由附加的承力线支承，因此可以实现更大的杆距。架空电缆使用直径约为12毫米的铜合金作为导线。

## 历史

### 1876－1900年的开端

#### 马拉铁路

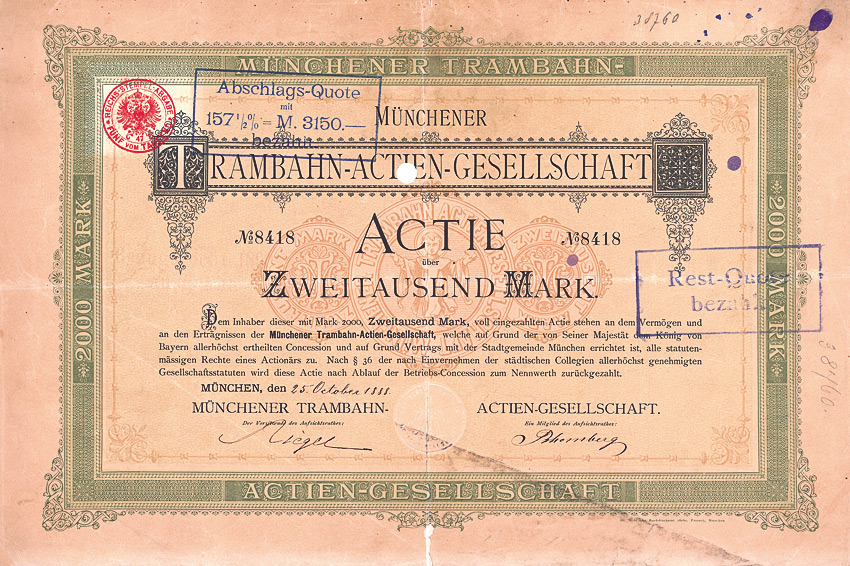
1888年的慕尼黑电车股份公司股票

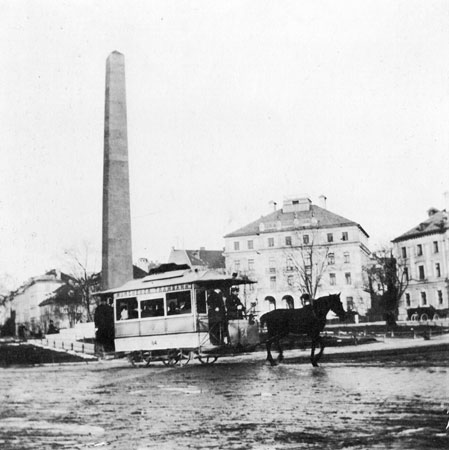
19世纪的马拉车厢于卡罗利妮广场

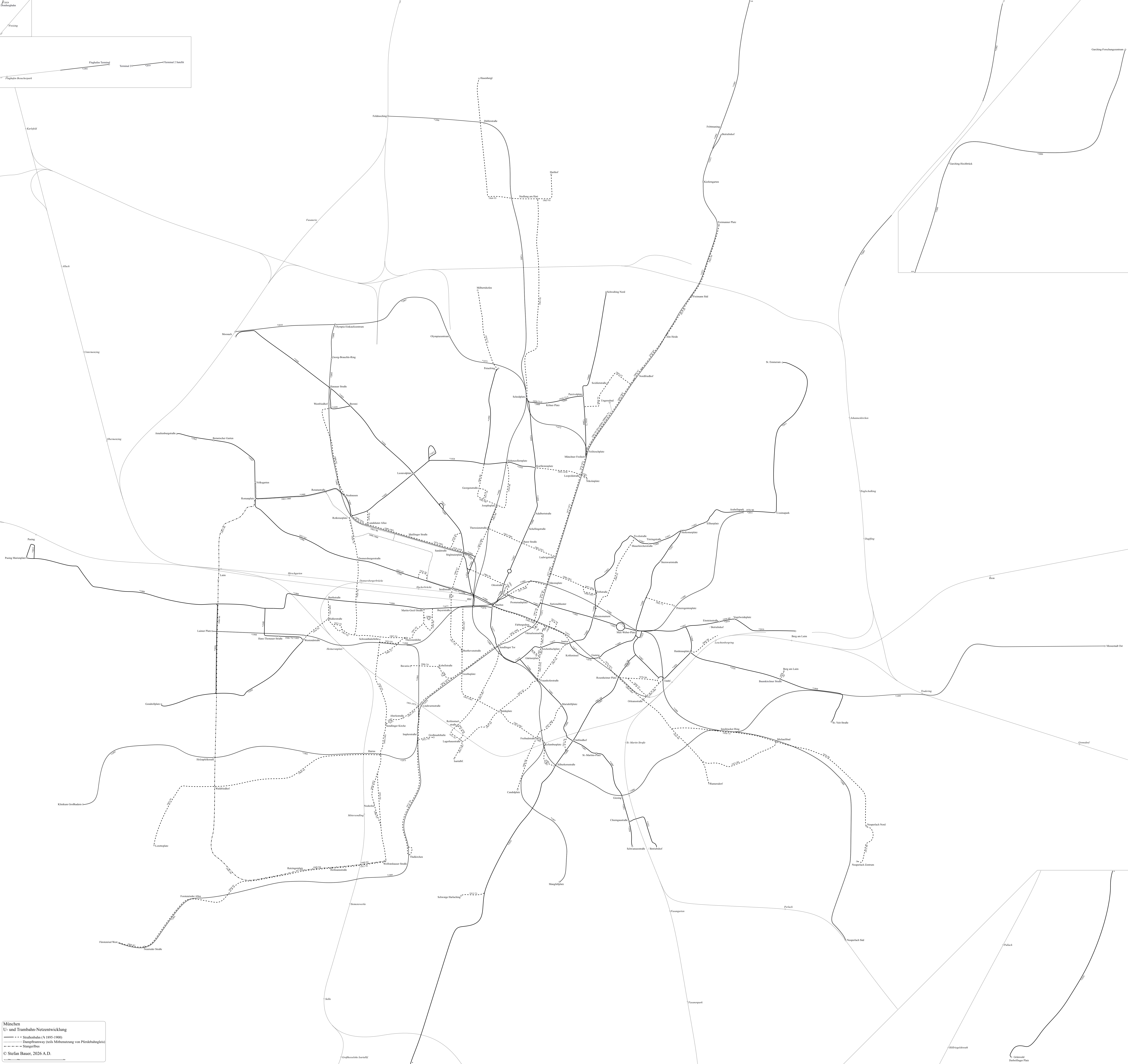
慕尼黑电车的发展史

由于19世纪中叶慕尼黑市的经济繁荣以及人口数量的不断上涨，对交通的需求也急剧增加。和许多大城市一样，慕尼黑的有轨电车始于私人公司。1869年6月16日，马车夫米夏埃尔·策迈斯特建立了一个以马车运营的巴士网络，被通俗地称为“格罗森车”。该网络由五条发车间隔为20分钟一班的路线组成。然而，对于建造通过轨道运行的马拉铁路，城市方面却认为不值得。同年，美国人S·A·比尔曾寻求马拉铁路的经营权，但未能成功。在其它许多城市陆续建成了马拉铁路后，一个来自马格德堡的财团也于1869年取得了在慕尼黑建造三条马拉铁路线的特许权，该项目却因融资问题而落空。虽然慕尼黑市议会于1873年批准了首条马拉铁路的建造，但由于慕尼黑警察局禁止在内城铺设轨道，迫使计划搁置。直至慕尼黑市议会于1876年3月26日将特许权授予比利时人爱德华多·奥特莱特之后，警察局才终于同意了建造计划。奥特莱特承诺，最初将建造一条东西线（宁芬堡宫－宁芬堡州道－达豪街－站前广场－卡尔广场，以及向北经由伦巴赫广场至林荫道广场和向南经由森德灵门、茨魏布吕肯街至海德豪森火车站的岔口）和一条南北线（施瓦宾的格罗斯韦尔特[今慕尼黑自由广场]－施瓦宾州道[今利奥波德街]－路德维希街－布林纳街－火车总站－特蕾西娅草坪）作为马拉铁路。
1876年10月21日，从林荫道广场至原城市边界迈灵街的第一条马拉铁路线，作为东西线的首个路段建成通车。在开行的第一天，慕尼黑爱德·奥特莱特电车公司（Münchener Tramway Ed. Otlet）共发送了5092名乘客。为了马拉铁路的运营，该公司共配备了48匹马。一年后，从卡尔广场经森德灵门至茨魏布吕肯街的支线建成通车。两年后，所有按合同约定的路线都已竣工。由于电车公司的主管和奥特莱特不会说德语，慕尼黑市议会遂于1882年8月25日决定，将电车的运营权和电车网络的开发权移交予新成立的慕尼黑电车股份公司（Münchner Trambahn AG）。
马拉铁路在1882年和1883年得以再次顺利扩建。至1885年，已经发展出七条路线，由于当时尚未施行路线编号，它们可以通过不同颜色的路线牌进行识别。 经过与慕尼黑市议会的长期争论后——它们最初认为电车会破坏城市景观，从卡尔广场经由玛利亚广场至伊萨尔门的东西向老城线最终得以于1888年建成通车。1890年，慕尼黑电车公司开通了一条环形路线：从站前广场出发，经过森德灵门广场、伊萨尔门和马克西米利安纪念碑后，再回到站前广场。至1892年，慕尼黑电车公司共运营有九条电车线。它们没有固定的停站点，当人们想要登车时，马车夫便会发出指令，使马拉车厢停下。
| 路线色 | 线路 |
| ------ | --- |
| 白线   | 绿森林公园 － 卡尔广场 － 林荫道广场 － 阿达尔贝特街                                                          |
| 红线   | 环线： 站前广场 － 森德灵门广场 － 伊萨尔门广场 － 马克西米利安纪念碑 － 路德维希街 － 特蕾西娅街 － 站前广场 |
| 绿线   | 兰茨贝格街 － 卡尔广场 － 施瓦宾                                                                              |
| 白线   | 宫廷剧院 － 马克西米利安纪念碑 － 火车东站 － 罗森海姆山                                                      |
| 绿线   | 圣母街 － 坳 － 露天泳场街                                                                                    |
| 蓝线   | 卡尔广场 － 森德灵                                                                                            |
| 黄线   | 东西向老城线： 火车总站 － 玛利亚广场 － 伊斯马宁街                                                           |
| 绿线   | 费尔伯沟 － 伊萨尔河谷火车站                                                                                  |
| 白线   | 火车总站 － 吉兴                                                                                              |

1894年，慕尼黑电车公司已拥有758匹马，这是慕尼黑有轨电车有史以来马匹的最高数量。1895年，经过当局与地皮业主的长期谈判后，从费尔伯沟至伊萨尔河谷火车站的路线将率先进行电气化改造。在此背景下，马拉车厢也首次作为拖车进行了联动测试。这条线路的全面电气化运营于1895年6月27日获得批准。整个网络的电气化自此得以迅速发展，并至1900年完成。最后一班马拉服务于900年8月15日在林荫道广场至霍亨索伦街之间的路线上停运。

#### 蒸汽铁路

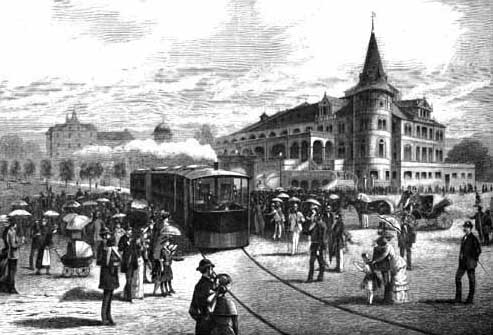
1885年的蒸汽电车

1883年6月9日，慕尼黑电车公司开通了从火车总站至宁芬堡的蒸汽电车线。它在如今的兰茨胡特大道处与慕尼黑－雷根斯堡铁路相交，直至1892年。线路的最高速度至1886年为8公里/小时，1886年之后为12公里/小时或部分路段达到16公里/小时。从火车总站至宁芬堡的票价为20芬尼。这条郊游路线很快便出现了意料之外的繁忙——在周日，线路通常会严重超载。但当中也存在一些问题，牵引马匹常会因蒸汽机车的声响而受惊，从而导致事故不断发生。因此，蒸汽电车于1890年从狭窄的宁芬堡街搬迁至交通不太繁忙的平行街道。人们认为，随着伊萨尔河谷铁路的建成通车，进一步开辟例如通往沃尔夫拉茨豪森的蒸汽电车线已无必要。至1900年7月14日，蒸汽电车正式停运。

#### 翁格雷尔铁路
早在1886年6月1日，由施瓦宾武姆河浴场（今翁格雷尔浴场）的持有人奥古斯特·翁格雷尔自费兴办的电气化电车线——翁格雷尔铁路在慕尼黑建成通车，将他的公共浴场连接至电车网络。这是德国第三条电气化电车铁路，却因客流量不足而于1895年停运，相反马拉电车则得以延伸至新落成的北部陵园。电气化的翁格雷尔铁路首先是被马拉电车线所取代。

### 1895－1918年的电气化及扩建
自1891年起，慕尼黑电车公司计划对马拉铁路线进行电气化改造。为了取得项目融资，电气化系统被提呈至市镇咨询委员会审议。为此，当市政府要求于1894年6月25日在费尔伯沟－伊萨尔河谷火车站的马拉铁路线完成电气化试运行后，前者也表态同意。但项目却因皇家部门的批准滞后而被推迟至1895年。自3月起，架空电缆得以竖立；从1895年6月17日至22日则展开了试运行，并自1895年6月23日起开始载客运行。然而在同一条路线上，除了电力电车之外还有马拉电车运行，因为独家的电气化运营权直至一周后，于1895年6月27日才获批。马拉车厢自此仅可作为电力车辆的拖车继续使用。同年，从站前广场至吉兴的马拉铁路线通电，并于翌年延长至东部陵园。对于其它马拉铁路线的电气化，慕尼黑电公司则暂时不作考虑，因为他们与慕尼黑市一起运营电车网络的特许权即将到期。在与慕尼黑市签订的新合同中，则规定了慕尼黑电车公司可获得建设架空电缆的补贴；作为回报，慕尼黑市将对电车的运营管理施加更大的影响。

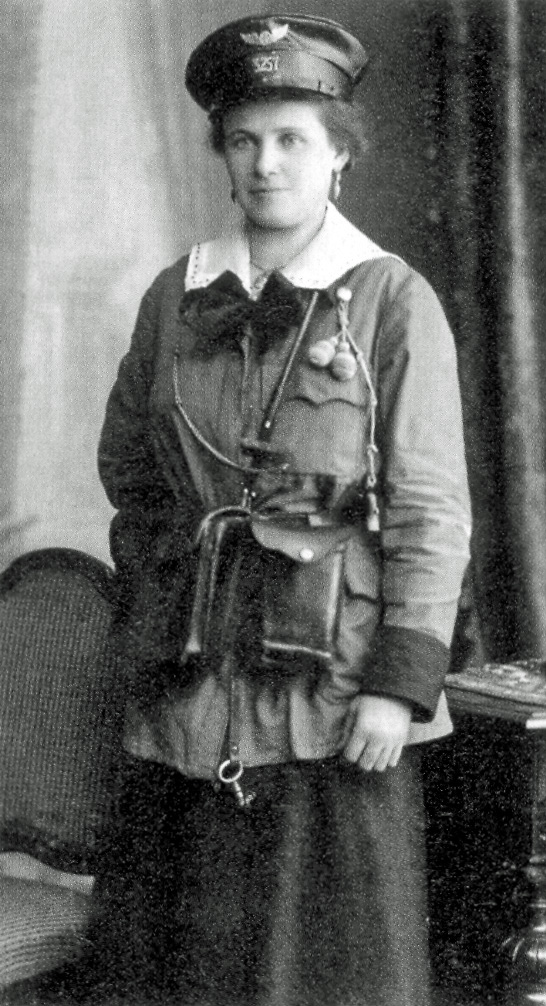
慕尼黑女车长（1917年）

1897年11月，从露天泳场街至圣神教堂的马拉铁路线实现电气化运营。艺术界和宫廷人士对架空电缆提出批评，因为它们使得城市景观“破相”。慕尼黑市议会随即要求调查其它替代供电的可能性。舒克特电力股份公司（Elektrizitäts-AG. vorm. Schuckert & Co.）于1896年在歌德街开通了一条测试线路，其中电流是通过轨道中心的接触垫传输。由于事故隐患的风险较高，该系统没有被纳入常态化运行，因此测试轨道于1902年被拆除。此外，当局还进行了使用电池驱动车辆的实验，但它们也未能成功。对于从席勒纪念像经由音乐厅广场至画廊街的线路，监管当局原本不允许建立高架电缆。为了实现这条电车线路的电气化，它于1900年2月19日开始实施拖挂运行，其中动车组是由小型蓄电机车牵引。为此目的，共采购了六台蓄电机车，并铺设了存车和调车轨道。当高架电缆最终获得批准后，蓄电机车的运营至1906年3月15日中止。
从林荫道广场至霍亨索伦街的最后一条马拉铁路线于1900年8月5日通电。总体而言，电气化改造共计斥资800万金马克，是原先估计的两倍之多。至1912年，电车网络在城市范围内进一步加密，一些重要线路能够确立5分钟一班的频率。电车从早上05:30开始运行至夜里01:00左右，票价为每次10芬尼。然而对于劳动者而言，票价依然太贵，所以在周日执行的电车郊游运输中，年均旅客发送量约有160000人次。但在工作日，每年只有约120000人次的乘客搭乘电车。每辆电车都会配备一名身穿蓝色制服和银色帽子的车长。在第一次世界大战前，女性车长并不常见。
以颜色标记的路线自1900年起获得了采用罗马数字的临时路线编号，但并未写在电车上。1905年10月11日，慕尼黑电车公司设立了采用阿拉伯数字的正式编号。各路线自此得以使用数字编号和继续使用颜色进行标记。
| 路线色 （至1906年） | 路线号 （自1906年） | 线路 |
| ------------------- | ------------------- | --- |
| 白                  | 1                   | 宁芬堡 － 红十字广场 － 火车总站 － 玛利亚广场 － 火车东站                                                          |
| 红                  | 2                   | 北环线： 火车总站 － 森德灵门 － 伊萨尔门 － 马克西米利安纪念碑 － 画廊街 － 路德维希街 － 特蕾西娅街 － 火车总站   |
| 绿                  | 3                   | 火车总站 － 马克西米利安广场 － 音乐厅广场 － 施瓦宾 － 法伊利奇街 － 北部陵园                                      |
| 黄-红               | 4                   | 诺伊豪森 － 施蒂格尔迈尔广场 － 卡尔街 － 伦巴赫广场 － 林荫道广场 － 马克西米利安街 － 马克斯·韦伯广场 － 火车东站 |
| 绿                  | 5                   | 圣神教堂 － 格特纳广场 － 赖兴巴赫桥 － 坳 － 露天泳场街                                                            |
| 蓝                  | 6                   | 利奥波德街/霍亨索伦街 － 选帝侯广场 － 巴雷尔街 － 卡尔广场 － 哈拉斯 － 诺伊霍芬 － 博榭茨里德街                   |
| 黄、浅红            | 7                   | 施莱斯海姆街/格奥尔根街 － 若瑟广场 － 奥古斯特街 － 火车总站 － 森德灵门 － 夫琅和费街 － 东部陵园                 |
|                     | 8                   | 施莱斯海姆街/格奥尔根街 － 里森费尔德                                                                               |
| 黄、浅红-绿         | 9                   | 博根豪森 － 谷地街 － 卡尔广场 － 兰茨贝格街                                                                        |
| 绿                  | 10                  | 生牛市场 － 森德灵门 － 伊萨尔河谷火车站                                                                            |
|                     | 11                  | 红十字广场 － 玛利亚广场 － 火车东站                                                                                |
|                     | 12                  | 南环线： 火车总站 － 歌德广场 － 东部陵园 － 马克斯·韦伯广场 － 马克西米利安街 － 林荫道广场 － 火车总站            |
|                     | 14                  | 西部陵园 － 诺伊豪森 － 施蒂格尔迈尔广场 － 卡尔街 － 伦巴赫广场 － 林荫道广场                                      |
|                     | 15                  | 圣神教堂 － 格特纳广场 － 赖兴巴赫桥 － 东部陵园                                                                    |
|                     | 16                  | 利奥波德街/霍亨索伦街 － 选帝侯广场 － 巴雷尔街 － 卡尔广场 － 哈拉斯                                               |
|                     | 17                  | 施莱斯海姆街/格奥尔根街 － 若瑟广场 － 奥古斯特街 － 火车总站 － 歌德广场 － 洪堡街/皮尔格斯海姆街 （－ 东部陵园）  |
|                     | 18                  | 森林陵园 － 森德灵 － 森德灵门 （－ 生牛市场）                                                                      |
|                     | 20                  | 马克西米利安纪念碑 － 厄廷格街 － 马克斯·约瑟夫桥                                                                   |

有更多的路线在第一次世界大战前通车。1904年建成的森林陵园线是慕尼黑第一条使用专用轨道路基的电车线，它以丁字轨取代了以往铺设在路面上的槽形轨。1907年，从南北向穿越慕尼黑老城，从森德灵门经由生牛市场、玛利亚广场和戴蒂尼街至音乐厅广场的路线通车。1907年7月1日，城市方与慕尼黑电车公司签订的特许经营合同期满，慕尼黑市遂以慕尼黑市立电车公司（Städtische Straßenbahn München）的名义接管了电车运营。
1908年12月16日，市立电车公司建成了通往帕兴的首条“长途线”。它是作为城际有轨电车穿越当时的慕尼黑市界，沿兰茨贝格街和阿格尼斯·贝尔瑙厄街延伸至帕兴玛利亚广场，以稍高于路面的专用轨道铺设。帕兴玛利亚广场从1908年开始建造通往帕兴火车站的延长线，并自2012年12月9日起以14.5米的半径成为整个电车系统中最窄的弯道。当时29号线（今19号线）的平均速度为18公里/小时。1910年8月12日，另一个通往格林瓦尔德的城际有轨电车作为25和35号线（今25号线）开通，主要是作为伊萨尔河漫滩的郊游路线。
随着1914年的战争爆发，由于大量征兵和节能措施，电车运输受到了严格限制。1915年，为满足用人需求，慕尼黑电车首次雇用了女性车长。缺乏能源使得局势在战争临近结束时变得愈发困难，尤其是因为在战争的最后几天爆发了越来越多的罢工。

### 1919－1945年的扩建和紧急时期
同样在1919年的苏维埃革命期间，电车被卷入了革命斗争。斗争破坏了架空电缆和车辆，使得运营暂时必须完全停止。
1919年5月7日，电车运营重新恢复。1920年以后，随着运营日渐平稳，线路建造得以重新提上日程。然而，自1922年开始的恶性通货膨胀却造成了更大的运营限制，资费亦随之相应增加。1922年3月1日的最低票价（2站）仍为1.60纸马克，1922年8月5日为5马克，同年12月31日升至70马克，1923年6月29日为1500马克，最终在1923年11月高达2000亿马克。

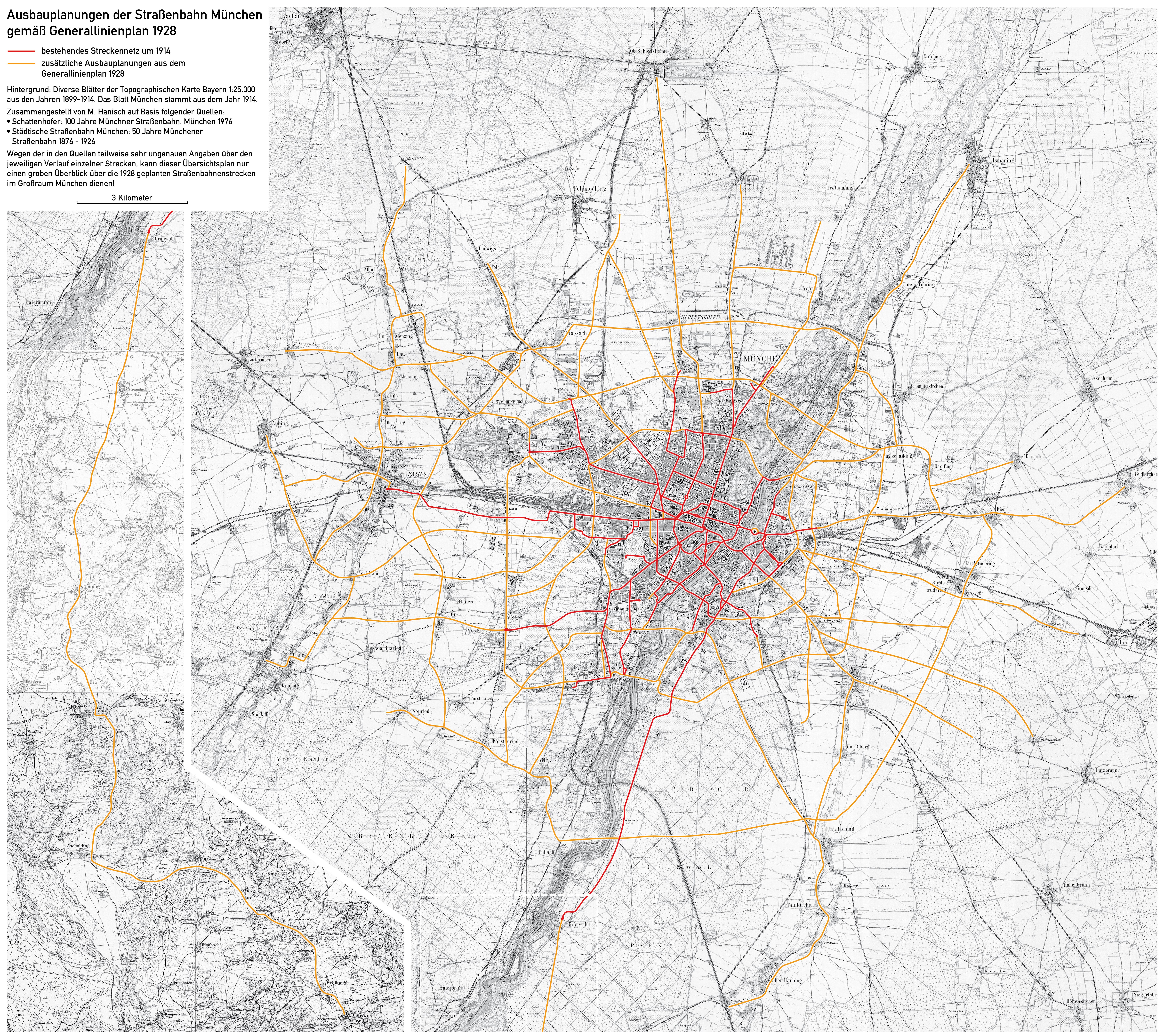
1928年的总体规划显示，在全球经济危机之前，慕尼黑电车仍然存在广泛的扩张计划

在德国通过发行新的国家马克恢复货币稳定后，电车从1924年开始再度走高——车队能够完成现代化，并有新的线路投入运营。例如通往拉默斯多夫和莱姆畔山（1926年作为31号线。），以及规划中“大环线”（22号线。）的部分路段。至1929年，电车运营再受到大萧条的影响。在接下来的十年中，国家社会主义者为“运动首都”制定了超大规模的重建计划；在此背景下，电车应由地铁所取代。因此对电车的投入不足也能从车辆短缺的情况中得到印证。只有几条重要的线路仍然建成，但网络还是被新划分为主线和配衬线。1939年1月1日网络状态如下：
- 01 莱姆畔山 － 火车东站 － 玛利亚广场 － 火车总站 － 塞德尔街 － 宁芬堡街 － 罗曼广场
- 02 北环线
- 03 科隆广场 － 慕尼黑自由广场 － 音乐厅广场 － 火车总站 － 阿努尔夫街 － 罗曼广场 － 植物园
- 04 拉默斯多夫或火车东站 － 国家剧院 － 卡尔街 － 宁芬堡街 － 哈瑙街
- 05 谷物市场 － 圣母之佑广场 － 坎迪广场
- 06 弗莱曼 － 斯塔修斯（或玛利亚广场） － 森德灵门 － 哈拉斯 － 森林陵园
- 07 米贝茨霍芬 － 北部浴场 － 火车总站 － 夫琅和费街 － 东部陵园 － 佩拉赫森林
- 08 选帝侯广场 － 斯塔修斯 － 哈拉斯 － 霍夫曼街
- 09 赫尔科默广场 － 路德维希桥 － 斯塔修斯 － 韦斯滕德街
- 12 南环线
- 14 伊萨尔河谷火车站 － 森德灵门 － 斯塔修斯 － 达豪街 － 莫萨赫
- 15 谷物市场或森德灵门 － 东部陵园 － 大黑塞洛赫
- 17 尼古拉广场 － 北部浴场 － 火车总站 － 皮尔格斯海姆街 － 东部陵园
- 18 选帝侯广场 － 巴雷尔街 － 斯塔修斯 － 因普勒街 － 塔尔基兴（动物园）
- 19 施泰因豪森 － 玛利亚广场 － 火车总站 － 莱姆 － 韦斯滕德
- 21 诺伊豪森 － 宁芬堡街 － 塞德尔街 － 玛利亚广场 － 火车东站
- 22 尼古拉广场 － 北部浴场 － 莱昂罗德广场 － 红十字广场 － 海梅兰广场 － 哈拉斯（或高峰时段至霍夫曼街）
- 23 科隆广场（或法伊利奇广场） － 火车总站 － 多纳斯贝格街 － 施托伊本广场
- 24 西部陵园（哈瑙街） － 诺伊豪森 － 宁芬堡街 － 塞德尔街 － 玛利亚广场 － 拉默斯多夫
- 25 谷物市场 － 东部陵园 － 大黑塞洛赫 － 格林瓦尔德
- 26 北部陵园 － 玛利亚广场（或斯塔修斯） － 森德灵门 － 哈拉斯 － 森林陵园
- 27 米贝茨霍芬或北部浴场 － 火车总站 － 夫琅和费街 － 马丁广场
- 28 森德灵门 － 哈拉斯 － 霍夫曼街
- 29 摄政王广场 － 马克西米利安纪念碑 － 火车总站 － 帕兴
- 30 赫尔科默广场 － 马克西米利安纪念碑 － 伊萨尔门 － 伊萨尔河谷火车站
- 34 西部陵园（哈瑙街） － 达豪街 － 卡尔街 － 马克西米利安纪念碑 － 火车东站
- 38 森德灵门或林荫道广场 － 因普勒街 － 动物园
- 39 施泰因豪森 － 玛利亚广场 － 莱姆（或帕兴）。[39]

正常字体表示主线，斜字体表示配衬线，其并非全天运行。
第二次世界大战爆发后，首先是乘务员被大规模充军，对班期运输的正常服务再次造成了严重影响；一些插入线被迫停运，而另一些路线的发车频率也变稀疏。自1939年10月1日起，开始大量征募妇女为车长。。随着盟军自1942年以来展开轰炸战，轨道网络受到的影响越来越大，并最终遭到大面积损毁。在战争末期，即1944年和1945年，几乎不再可能进行常规运营；有时电车根本完全无法行驶。某些情况下，一些临时辅助列车，例如所谓的“博克尔铁路”会作为电车的替代工具运行。至1945年4月29日，原本仍有个别路线可按区间时刻表运行，但从上午11:00开始，随着美军地面部队兵临城下而拉响的连续警报，所有电车服务都被停止。

### 1945－1972年的重建及最大化扩张
由于战争使轨道网络遭到严重破坏，运营在战后初期仍然中断。自1945年5月22日起，有两条小型外围线恢复通行，即7号线东部陵园－佩拉赫森林陵园和19号线马克斯·韦伯广场－施泰因豪森。翌日，15号线的东部陵园至大黑塞洛赫桥区间亦加入其中，并至1945年5月24日再有八条路线恢复运营：1号线的森德灵门－伊萨尔门广场－马克斯·韦伯广场－火车东站，P1号线的拉默斯多夫－火车东站－莱姆畔山，6号线的霍夫曼街－哈拉斯，7号线的森德灵门－东部陵园－佩拉赫森林陵园，8号线的森德灵门－森林陵园，10号线的森德灵门－伊萨尔河谷车站，12号线的马克斯·韦伯广场－韦特施泰因广场和19号线的森德灵门－磨坊街－马克西米利安纪念碑－马克斯·韦伯广场－施泰因豪森。随后的日子还陆续有更多的路线恢复。
随着重建的进一步完成，使得车辆得以在卡尔广场（斯塔修斯）－玛利亚广场－伊萨尔门广场间的东西向连接线上再次运行。穿越老城的南北线则不再投入使用。甚至在战争前，相关的路线在工作日期间便已途经斯塔修斯而非玛利亚广场运行。在音乐厅广场至森德灵门之间将提供巴士路线穿越老城。
至1950年代中期，除少数线路外，电车网络已基本修复。然而，日益增长的私车交通又使电车不断遇到麻烦。在内城区域，电车的速度几乎不比行人快，从火车总站至玛利亚广场的电车可能需要20分钟。为此，随着慕尼黑于1957年成为百万级都市，该市重启地铁规划。

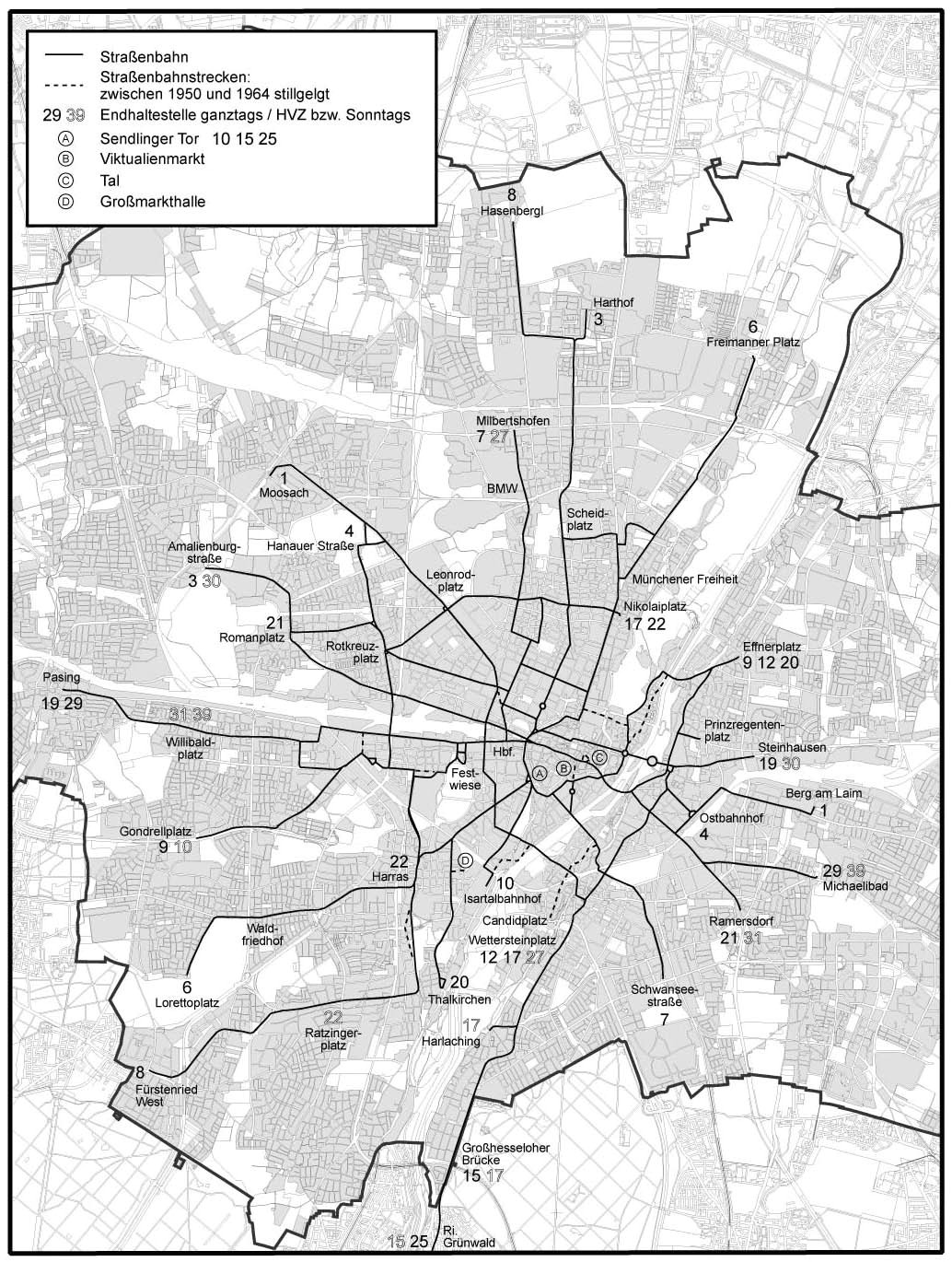
1964年的线路网络

自1950年代后期开始，电车在快速发展的卫星城镇建立了新的线路，并将市内的哈森贝格尔、弗莱曼北和菲尔斯滕里德等地区接入电车网络。这些都是通过专用轨道路基实现的，此后则应使用新规划的浅层地下电车。地下电车应该仅在内城运行。在1963年，下列隧道线路计划用于建设浅层地下电车：
- 0 北部浴场 － 施蒂格尔迈尔广场 － 火车总站 － 森德灵门 － 夫琅和费街 － 吉兴车站
- 0 慕尼黑自由广场 － 音乐厅广场 － 玛利亚广场 － 森德灵门 － 森德灵山
- 0 海梅兰广场 － 特蕾西娅高地旁的旧展馆 － 卡尔广场 － 马克斯·韦伯广场
- 0 选帝侯广场 － 巴雷尔街 － 卡尔广场 － 森德灵门 － 大市场大厅 （大致位于今因普勒街地铁站）

然而，在1964年1月24日，市议会终止了修建城铁的计划，并决定立即开始建设“真正的”地铁。
与此同时，电车也迎来了首条线路的关闭。作为第一条电车线，从谷物市场至坎迪广场的“茎蓝快线”（5号线）于1960年改由巴士运营（部分改道及延长线路）。1961年，以“废墟潜行线”而著称的37号线（火车东站－北部浴场）以及其它线路的部分路段也被巴士服务所取代。
尽管存在关闭现象，但通过各种外围路线的扩建，慕尼黑电车网络的轨道长度还是在1964年达到了134公里的顶峰。1966年的路线网络由以下路线组成：
- 01 莫萨赫 － 火车总站 － 玛利亚广场 － 火车东站 － 莱姆畔山
- 02 沙伊德广场 － 慕尼黑自由广场 － 滕街 － 奥古斯特街 － 火车总站 － 展览地 – 哈拉斯畔 （－ 森林陵园）
- 03 宁芬堡（阿马莉堡街） － 罗曼广场 – 阿努尔夫街 － 火车总站 － 斯塔修斯 － 音乐厅广场 － 慕尼黑自由广场 － 沙伊德广场 － 哈特霍夫
- 04 格恩（西部陵园） － 诺伊豪森 － 卡尔街 － 马克西米利安纪念碑 － 马克斯·韦伯广场 － 火车东站
- 06 北部陵园 － 音乐厅广场 － 斯塔修斯 － 森德灵门 － 哈拉斯畔 － 森林陵园 － 洛雷托广场
- 07 米贝茨霍芬（安哈尔特广场） － 北部浴场 － 斯塔修斯 － 森德灵门 － 东部陵园 － 佩拉赫森林陵园
- 08 哈森贝格尔 － 沙伊德广场 － 巴雷尔街 － 斯塔修斯 － 森德灵门 － 哈拉斯畔 － 拉青格广场 － 菲尔斯滕里德西
- 09 小哈登（贡德雷尔广场） － 韦斯滕德 － 特蕾西娅草坪 － 火车总站 － 玛利亚广场 － 马克斯·韦伯广场 － 博根豪森（埃夫纳广场）
- 10 森德灵门 － 伊萨尔河谷车站
- 11 小哈登（贡德雷尔广场） － 韦斯滕德 － 火车总站 － 玛利亚广场 － 罗森海姆街 － 米夏埃利游泳馆（仅高峰时段）
- 12 博根豪森（埃夫纳广场） － 马克斯·韦伯广场 － 罗森海姆广场 － 东部陵园 – 韦特施泰因广场
- 15 森德灵门 － 东部陵园 － 大黑塞洛赫或格林瓦尔德
- 17 米贝茨霍芬（安哈尔特广场） － 北部浴场 － 火车总站 － 歌德广场 － 上吉兴（韦特施泰因广场）
- 19 帕兴 － 莱姆 － 火车总站 － 玛利亚广场 － 马克斯·韦伯广场 － 施泰因豪森
- 20 博根豪森 － 蒂沃利 － 马克西米利安纪念碑 － 伊萨尔门 － 森德灵门 － 塔尔基兴（动物园）
- 21 宁芬堡（罗曼广场） － 宁芬堡街 － 火车总站 － 玛利亚广场 － 罗森海姆街 － 拉默斯多夫
- 22 施瓦宾（尼古拉广场） － 莱昂罗德广场 － 红十字广场 － 展览地 － 哈拉斯畔或上森德灵（拉青格广场）
- 25 森德灵门 － 东部陵园 － 大黑塞洛赫 － 格林瓦尔德
- 29 帕兴 － 莱姆 － 火车总站 － 玛利亚广场 － 罗森海姆街 － 米夏埃利游泳馆
- 30 宁芬堡（阿马莉堡街） － 罗曼广场 － 阿努尔夫街 － 火车总站 － 伦巴赫广场 － 马克西米利安纪念碑 － 马克斯·韦伯广场 － 施泰因豪森[51]

接下来是更多线路的关闭。第三条是在1967年，来自最早实现电气化、由森德灵门通往伊萨尔河谷火车站的10号线。由于快铁和地铁建设具有优先级，电车从斯塔修斯经由玛利亚广场至伊萨尔门的老城线，以及市中心周围的路线于1968年关闭。在施工过程中，有更多的线路必须关停。自1970年起，22号线（大环线的组成部分）也因受到多纳斯贝格桥进行更利于汽车通行的城市快速路改造而不再运行。随着快铁和地铁在1971年至1972年的建设及通车，还有以下几条线路跟进关停：路德维希街/利奥波德街不再有电车服务，从嘉斯台经由罗森海姆街和魏森堡街至音乐厅广场之间也同样如此。

### 1972－1990年的停运讨论
随着新兴的快速轨道网络建成通车，一些电车线路必须进行调整。因此，沿里森费尔德街伸展的线路从安哈尔特广场被撤回至佩图埃尔环路，这样从北方驶来的巴士便可以直达地铁而无需与电车平行运行。而经由罗森海姆山至奥尔良街的线路，以及从音乐厅广场经由路德维希街、利奥波德街至弗莱曼的线路都显得多余。
在1970年代，慕尼黑计划逐步完全关停电车的余下网络，它们将保留至地铁完工，然后转变为巴士运营。慕尼黑市议会特别强调了巴士相对于电车的“更灵活”优势。尤其是当基社盟在1978年的市议会选举中取得胜利后，电车的形势更为艰难。它应自1985年起终止运营，并最迟于1994年被彻底摈弃。从1975年至1983年间，第1、2、4、7、8、9和21号（临时）线相继消失，其中的部分路段由其它路线接管。所以2号和7号线的南部分支改作27号线，8号线南部的哈拉斯作16号线，9号线至贡德雷尔广场的西部分支作20号线以及在巴雷尔街的线路最初作25号线，后又改为18号线。位于林德虫街、奥古斯特街、宁芬堡街以及从诺伊豪森至哈瑙街的线路，都在地铁1号和8号线通车后关停。
随着停运措施的加速，停运线路的架空电缆以及部分路面轨道也将尽快拆除。尽管有慕尼黑市民的请愿，但17号线还是在1983年完全停运了（路线被认为与快铁的火车总站－莱姆区间平行运行）；并仅在南部开行巴士作为替代。围绕着26号线的保留斗争还在继续，但它确实与地铁平行运行，并最终因载客量不足而于1993年停运。

### 1990年至今的复兴

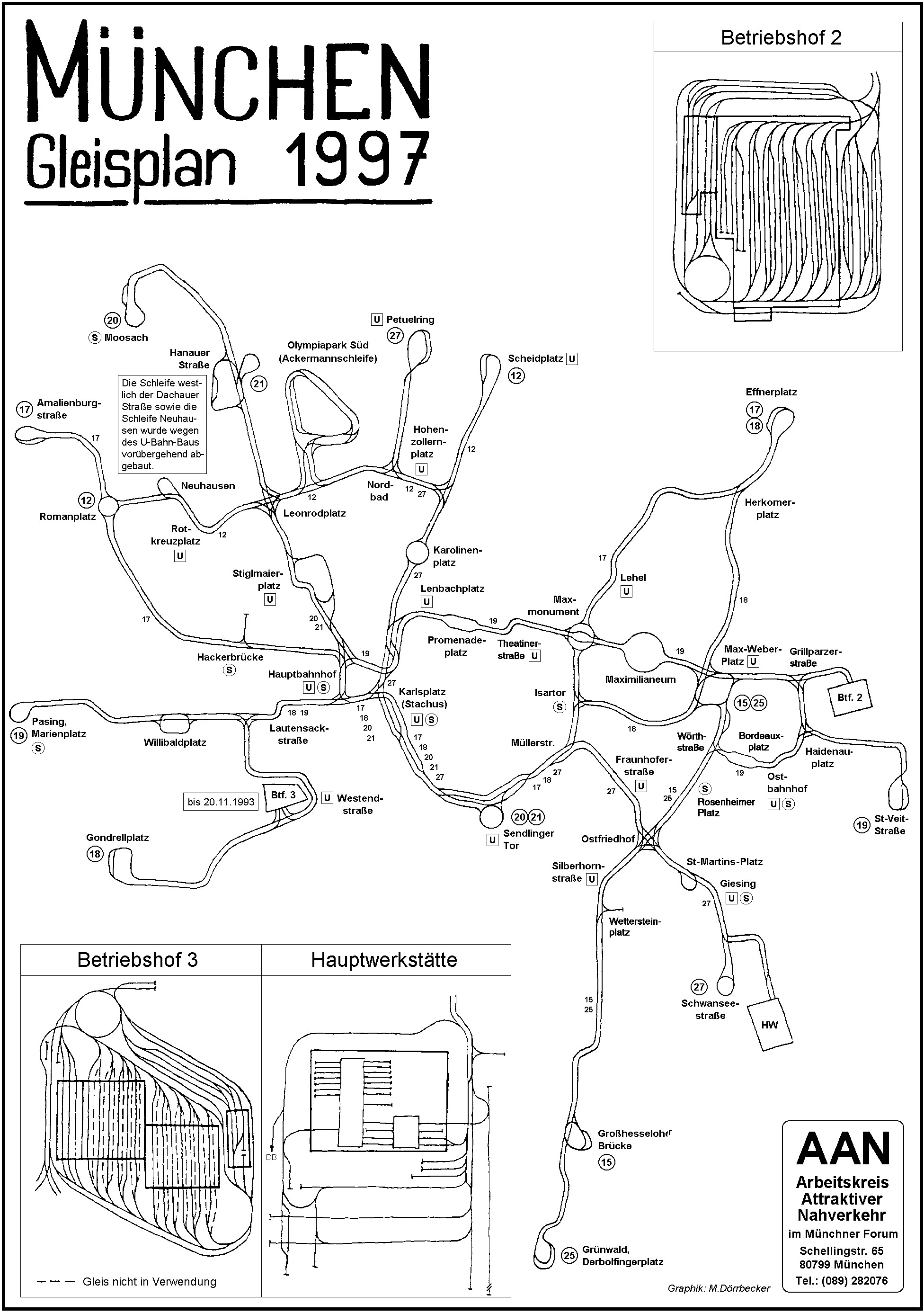
1997年的电车轨道图

1980年代初，在市民自发组织、尤其是青睐短途运输的专家组织的压力下，当局开始了有利于慕尼黑电车的反思。1986年7月，市议会决定保留电车作为整体交通系统的一部分。当克里斯蒂安·乌德于1993年当选市长后，他与社民党和绿党派别一同致力于强化电车，但遭到其它各派别的强烈反对。只有确实证明到电车的经济效益，市议会的阻力才会降低。慕尼黑电车复兴的主要焦点是车队——在停运讨论的过程中，车辆被忽视了。至1990年代初，它在技术和乘客舒适度方面都已过时，而备件采购也变得更加困难。大型检修有时会持续数月，因为部分是必须手工完成的。在1990年代和2000年代，慕尼黑电车的形象应该相应地完全改变。为此，当局于1991年采购了三辆低地板车进行广泛的测试并载客运行；随后在1994年至1997年交付了大批量的70辆低地板车，从1999年至2001年则另外购入20辆低地板车，并于2009年又再交付多4辆低地板车。至2012年，通过持续采购新车，慕尼黑交通公司实现整个车队的全面低地板化。
就路网本身而言，它在1990年代初仍有线路继续关停，相关路段主要是受到了自1980年代起动工的地铁延长线通车的影响。最后的关停相应发生在1991年（通往菲尔斯滕里德西的线路）和1993年（通往哈森贝格尔/哈特霍夫的线路）。但与此同时，首次有两条十多年前便已关停的线路得到重新开通，即
- 行经阿努尔夫街的前17号线（火车总站－罗曼广场线；1983年停运，1996年6月1日重开）
- 马克斯·韦伯广场至东部陵园之间（1968年停运，1997年11月8日重开）的“东部切线”（前12号线，今15号和25号线）

2009年12月12日，运行于慕尼黑自由广场至施瓦宾北之间的23号电车线开通。设于慕尼黑自由广场的电车站为绿白相间的钢结构车站，它由总重约为400吨的18根柱子支承。23号线还会经由申肯多夫桥跨越中环公路，这是一条84米长的斜拉桥。
2011年12月10日，埃夫纳广场至圣埃默拉姆（上弗灵）的线路建成通车，其中去往埃夫纳广场站的电车会从梅·韦斯特雕塑之间穿过。至科西马游泳馆的路段早已可供电车通行，只是因地铁4号线的建设而停运。新线路目前（截至2018年）定期由17号线运行，在高峰时段也会有16号线运行。

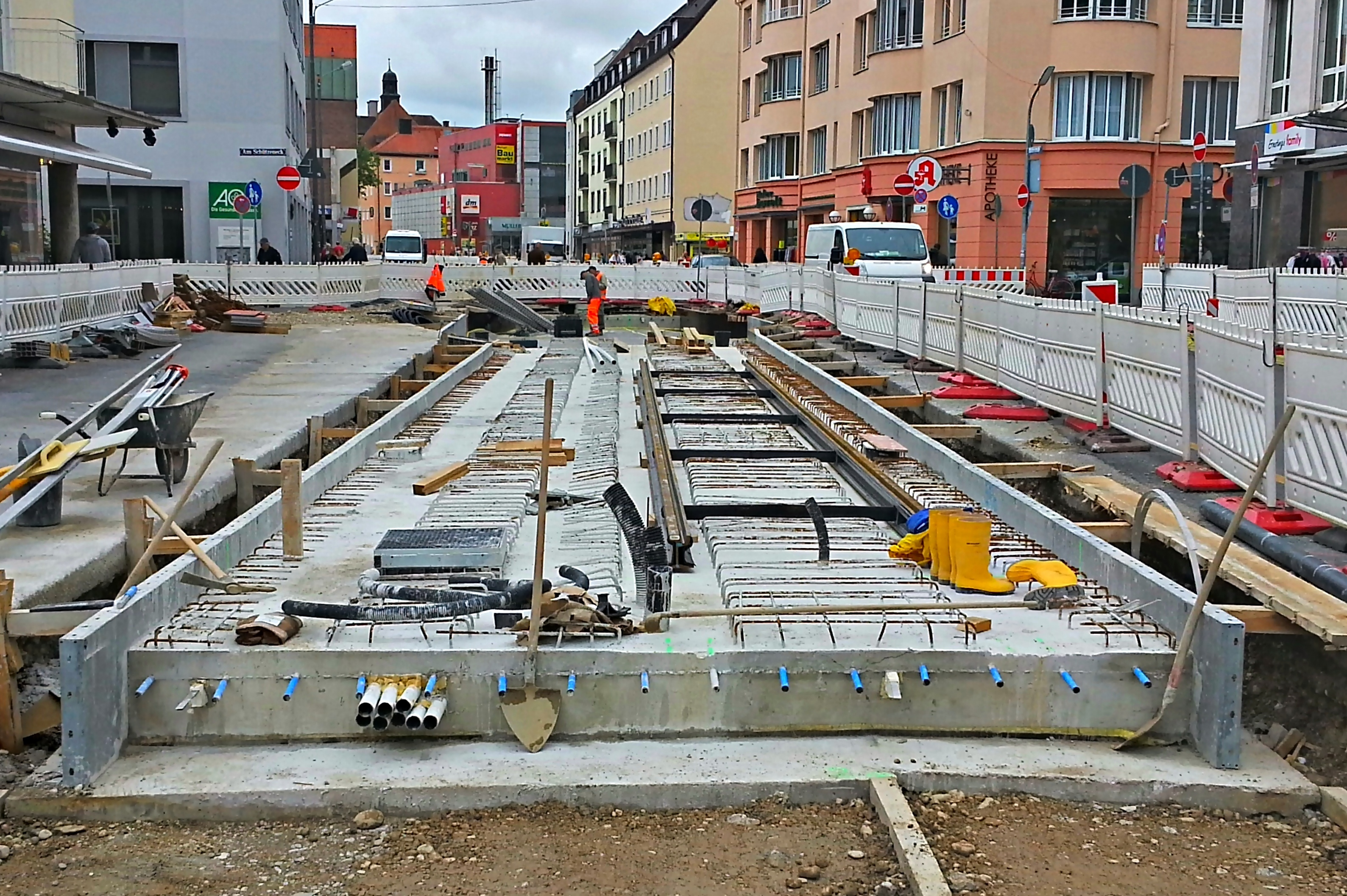
在帕兴重新铺设的19号线电车轨道（2013年）

此外，在1994年至2004年间，所有路线都进行了提速（首先是1994年在莫萨赫至埃夫纳广场间运行的20号线），使慕尼黑电车的平均行驶速度提高了22%，并由此可节省14辆车用至重开的线路。进一步的现代化措施主要包括车站的无障碍改造，并在那里尽可能的打造宽敞、明亮的候车亭，以及在一些重点车站安装动态旅客信息显示器，从而能够实时显示下一班车的资讯。
同样在过去二十年间，几乎所有的慕尼黑电车轨道都通过大规模的轨道修缮措施而得到更换，因此，如今的慕尼黑电车无论在车队、路网或是操作程序方面都已实现彻底的现代化运营。
2013年12月15日，19号线从帕兴玛利亚广场延长一站至帕兴火车站的线路建成通车。延长线已经规划了很长一段时间，并自2012年6月起作为帕兴市分区中心交通静稳化的一部分开始实施，这是通过兴建帕兴北绕道而实现的。自那时起，19号线将从兰茨贝格街经由一条区段迴車道通往帕兴站前广场，帕兴玛利亚广场旁的迂回线则被弃用。
最新的网络扩展是25号线从马克斯·韦伯广场延长至莱姆畔山快铁站。这条延长线有近一半的路程都是使用既有通往施泰因豪森车辆段的轨道，自福格尔韦德广场开始才在新建的线路上运行。至福格尔韦德广场/施泰因豪森的路段以前由19号和27号线共同运行，因此只有新线路的东段才算真正“新建”。总体而言，共铺设了1.3公里长的新轨道。根据2012年6月发布的延长公告，该线路计划于2015年12月建成通车。但由于上巴伐利亚政府的规划审批程序延期，因此不得不推迟动工。审批答复于2015年9月30日批出，施工准备工作遂于同年11月展开。线路于2016年2月26日开建，至同年12月10日通车。
当前正在筹备对罗曼广场（12、16和17号线）的改造措施，这将需要大约两年时间。它意味着，来自火车总站的16和17号线从2019年3月起将无法抵达罗曼广场，而是在此之前数米终止。在临时的环形回车道上将设置下车站，同时在阿努尔夫街则设置上车站。在不同的施工阶段，12号线必须撤回至诺伊豪森迂回线一次，而在另一施工阶段，它则可以继续运行并接管至阿马莉堡街的附加路段。在此情况下，两座车站之间将需要步行约5分钟。

## 车辆

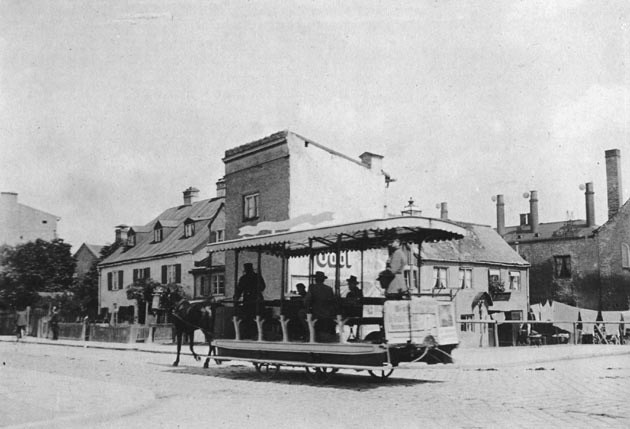
马拉夏季车厢于罗森海姆街

慕尼黑电车多数以大批量交付。最初所有的电力车辆，直至J型车为止都是双向车辆，后续才改造为单向车辆。

### 马拉车厢和马匹
最初需要置办的是马拉车厢（封闭式）、马拉夏季车厢（开放式）和马匹。随着电车开始运营，奥特莱特于1876年购买了首批八节车厢和76匹马。车厢为双轴式，有煤油灯作为照明，并铭刻有“慕尼黑爱德·奥特莱特电车公司”的标记。1894年，车队规模达到了797匹马和约390节马拉车厢的顶峰。这些马匹的收购价格在600至800马克之间，平均可以使用约五至六年，直至它们无力负重后，再以低得多的价格转售。电车网络自1895年起通电，最后一匹马也于1900年售出。马拉车厢则被改造为电力电车的拖车使用直至1904年。它于1951年仅存一件复制品。

### 蒸汽车厢

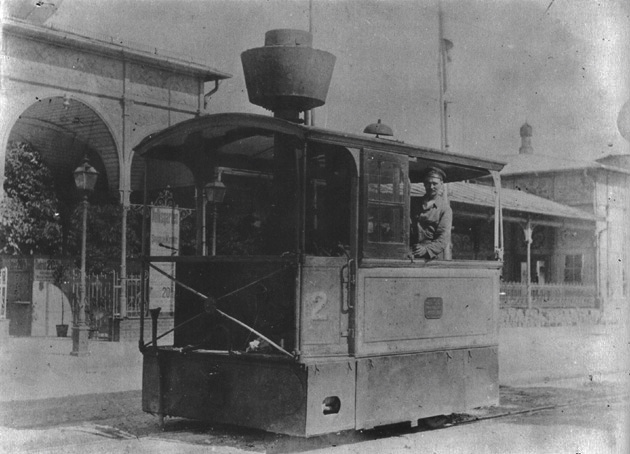
蒸汽车厢于宁芬堡

为了运营通往宁芬堡的蒸汽电车线，当局于1883年至1891年间共购买了七台街面机车。这些机车最多可以拖挂五节车厢。为此，也采购了13辆封闭式和20辆开放式拖车。机车在蒸汽业务于1900年停运并转变为电力运营后被全数出售。其中一部分在其它地方仍然使用了数十年。如同马拉车厢一样，余下的蒸汽车厢也被改装为电力拖车。
马拉车厢和蒸汽车厢在1920年代至1930年代间逐渐退役，最终于1938年完成。一些蒸汽车厢至1950年代仍然被作为工程拖车使用。如今现存已无同类型车厢。

### 双轴车（Z型车）

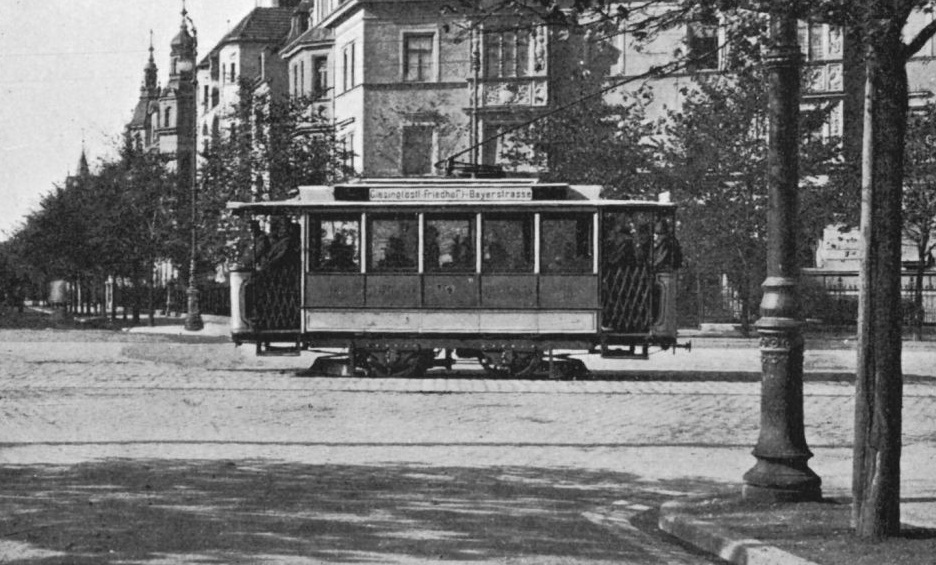
Z型车于路德维希近郊

自1895年起，电车轨道通电。为此，必须置办电力车辆。当局最初购买了28辆带有开放式平台的双轴动车。第二年，又为平台购入了防风雨帘。每辆车长七米（最后交付的为八米），设16个座席和12个站席，并装备有25匹马力的发动机。这些车辆有部分在1920年代被改造为拖车；还有一些则改作工程动车使用。其中一些工程动车被一直运用至1950年代，最迟至1956年才退役。如今现存已无同类型车厢。

### 蓄电车
由于在布林纳街和音乐厅广场至画廊街之间，即沿着王宫花园的巴伐利亚王宫一侧，架空电缆是不受欢迎的，于是在1900年至1906年间，那里曾使用了装备有两台各25匹马力发动机的蓄电机车。这意味着电车可以降下受电弓，变成由已采购了六台的蓄电机车推挽。然后它们将牵引列车在席勒纪念像至路德维希街/画廊街的无架空电缆区间通行及转向。其中一台蓄电机车后来在德意志博物馆展出，但在1944年的一次空袭中被毁。

### A型车

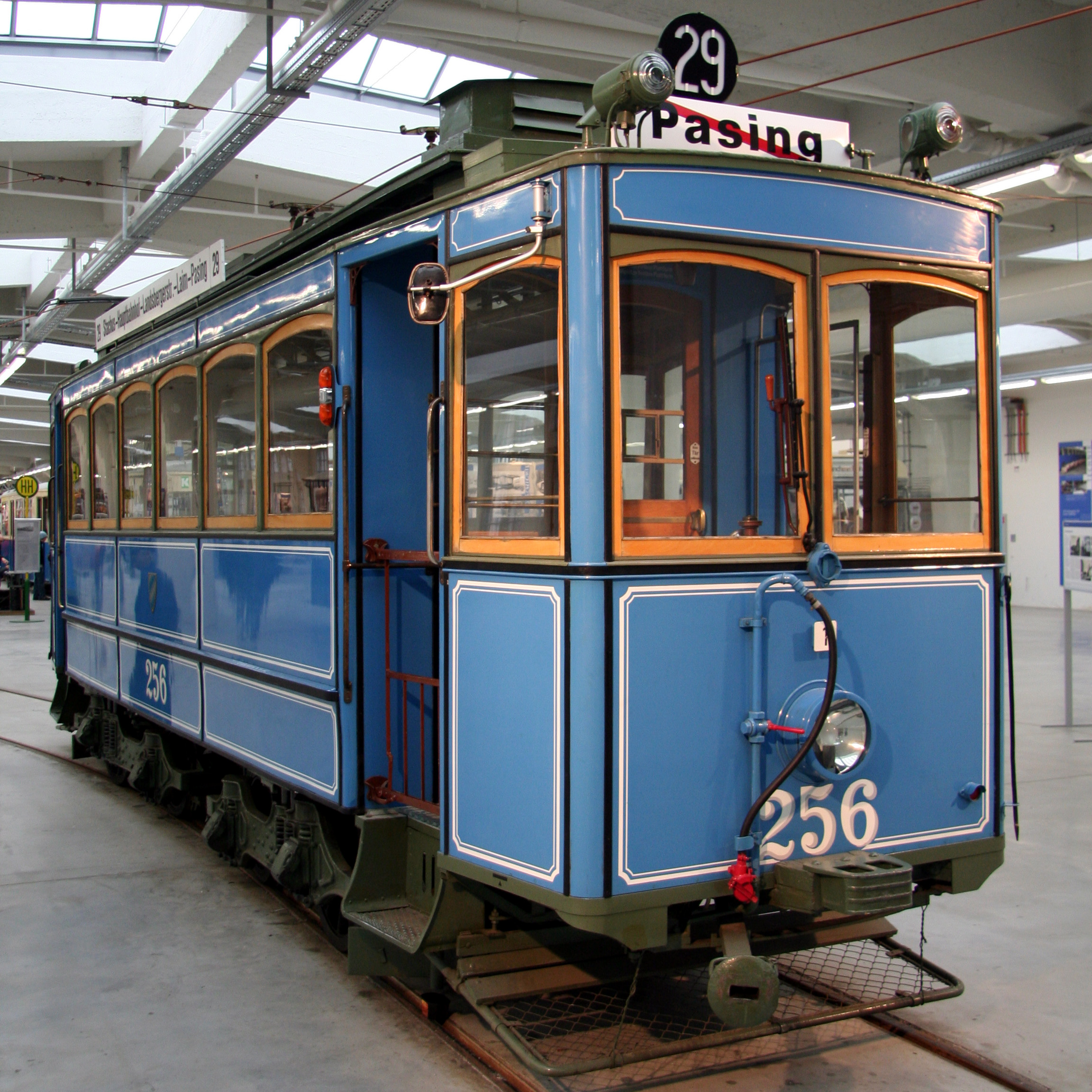
现存于慕尼黑交通博物馆的A型车

在路网进一步电气化的过程中，当局原本计划继续购置双轴动车。然而，慕尼黑市于1898年决定采购更大的四轴动车，它们被命名为A型车。这些车辆长九米，设有封闭式的平台并配备空气制动器。它们各有两副最大转向架，两台发动机最初各有25匹马力。在内部，长凳是以列车行进方向的横向安装。为适应当时的城市规模和电车网络，至1902年，共大批量购入了250辆这款粗犷的车型。在1910－1912年间，车厢配备了更为强劲的45匹马力发动机。在1920年代交付的一些车辆以三扇大侧窗取代了之前的六扇小侧窗。A型车提供22个座席和18个（后期最多32个）站席。有四节车厢在1936－37年间被改装为双向动车组，并以波纹折棚相连。但它们的运用效果不佳，因为司机总是很难操纵受电弓的固定索。因此，双向动车组的数量仍然维持在两组。一些A型车在后来被改造为工程动车。不少车厢至1950年代仍然保留了剪刀式受电弓。最后的车辆于1958－1960年间退役。现存有一辆（256号）在慕尼黑交通博物馆内展出。

### B型车
1908年，随着线路升级，必须采购新车，这些车辆被称为B型车。它们各配备有两副双轴的最大转向架，其造型设计也从一开始便比A型车更为圆润。这是首次使用蓝白色涂装的车型，它在此后成为慕尼黑最常见的配色方案，直至R2.2型电车和地铁B型车都是如此。B型车搭载有两台36匹马力的发动机，车体长度是与A型车相同的九米，共提供22个座席和22个站席。1947年，余存的B型车被改装为双向动车组，它们全数运营至1956年退役。如今现存已无同类型车厢。

### C/D型车

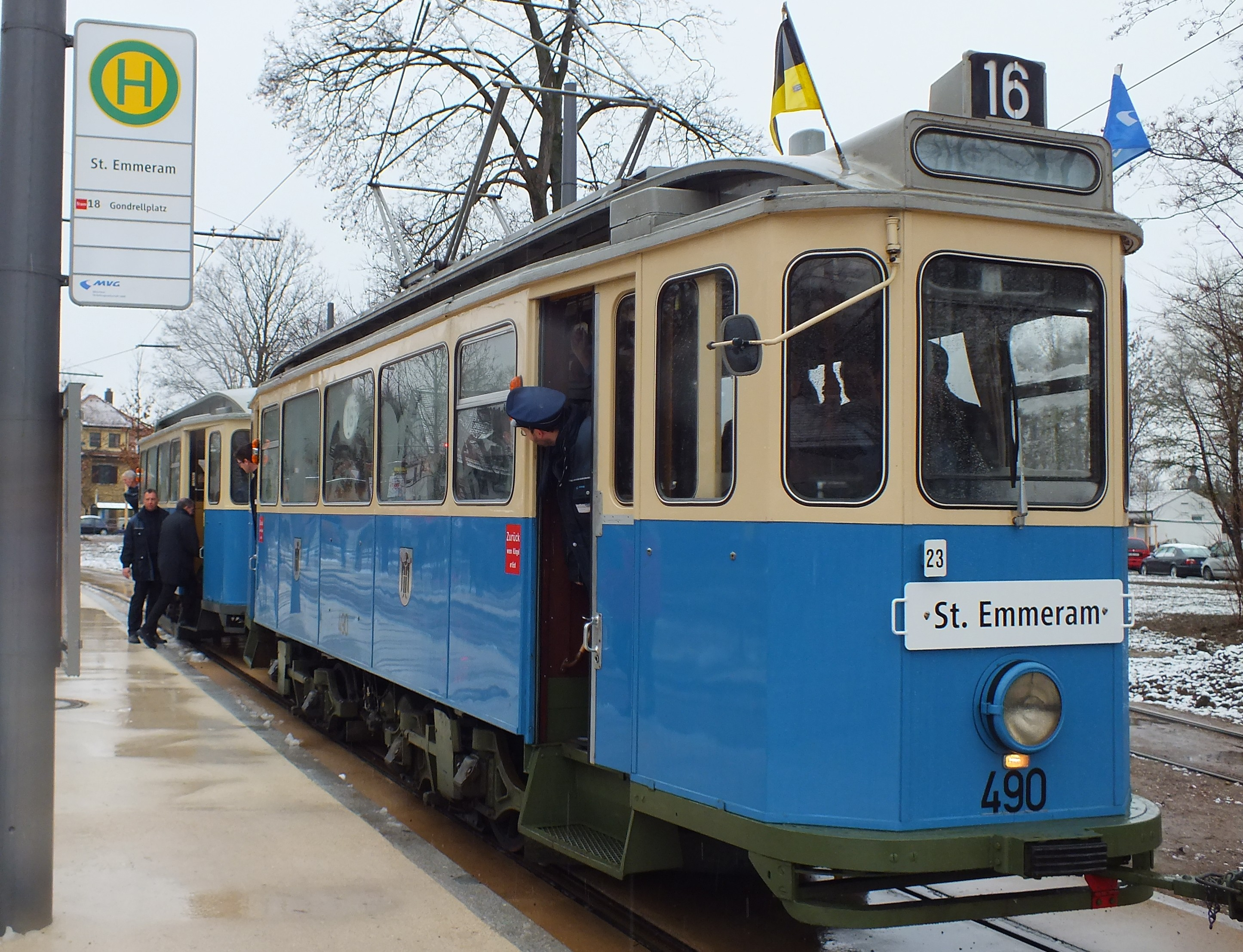
慕尼黑馆藏的D6.3型车

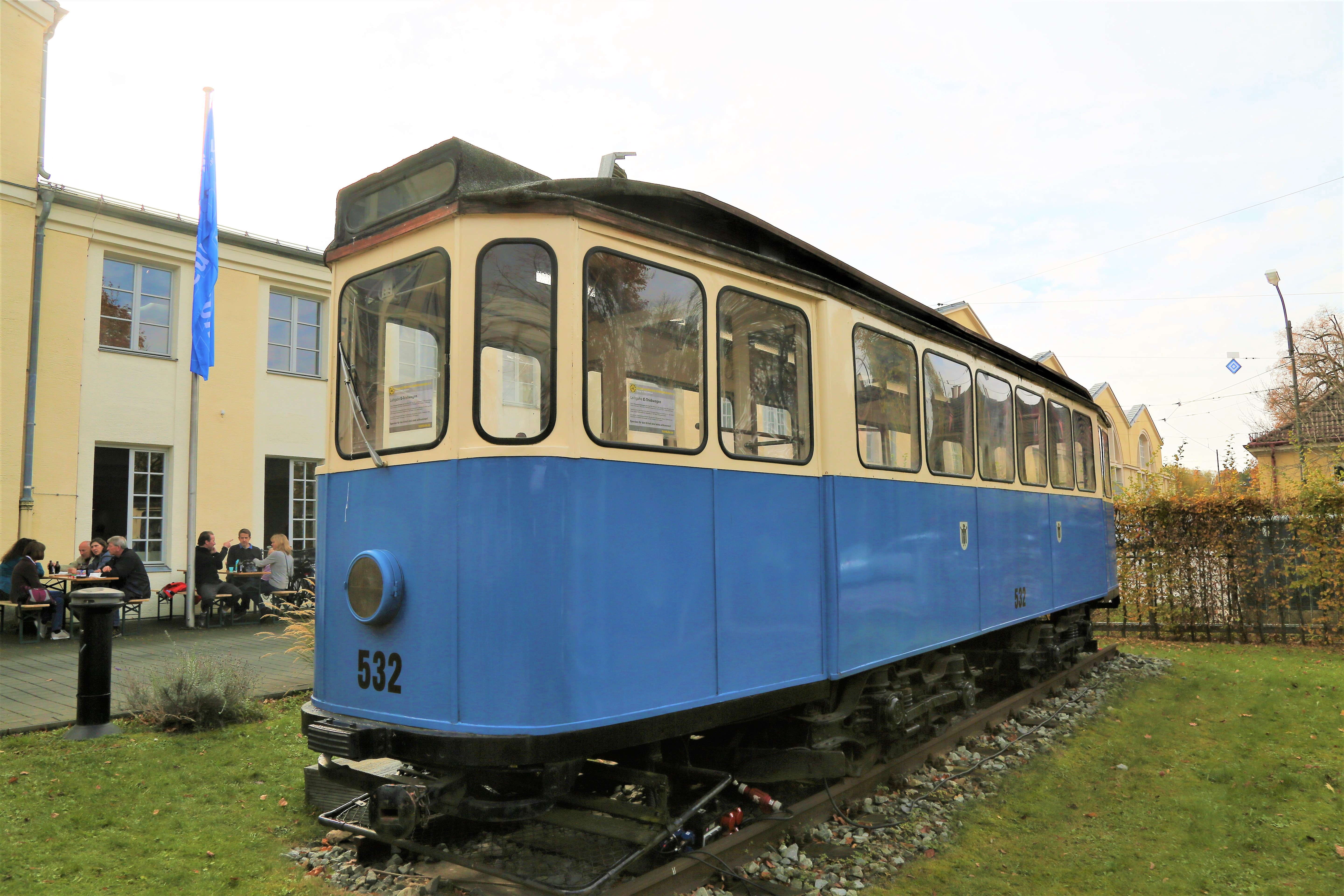
E型车外观

很长一段时间，马车和蒸汽车厢都被作为拖车使用，但从1910年开始，可附挂于各款最大动车组、且构造类似的双轴拖车开始交付。这201辆拖车被命名为c型车，于1910年至1913年间交付使用。它们均为双轴，车体长度为7.8米。最后一辆c型车于1959年报废。作为一项特色，1912年交付的24号车厢在1928年被慕尼黑市立图书馆改造为流动图书馆。它一直担任此项职能直至1970年，然后被转移至汉诺威电车博物馆直至2015年。2015年，这辆车被“慕尼黑电车博物馆之友”（Freunde des Münchner Trambahnmuseums）协会买下并带回慕尼黑，并自2016年1月起在慕尼黑交通博物馆展出。
从1910年至1913年，当局还购买了另一款式的100辆四轴动车，并命名为D型车。它们也装备有最大转向架，惟车体较A、B型车更长，达到十米。与后两者不同的是，新车采用横排座位。它们最初提供24个座席和25个站席，后来又增至最多48个站席。其搭载的发动机为两台45匹马力。所有D型车都在1930年进行了现代化改造。它们在外观上调整为与更年轻的E型和F型车相适应，发动机则加强至两台71匹马力。在1950年代，这些车辆再度进行现代化改造，它们获得了新的驾驶室和剪刀式受电弓。此后它们仅用于支线和加密班次，最后一辆D型车于1972退役。其中426号车被售予汉诺威电车博物馆，490号车也作为博物馆车辆被保留在慕尼黑。

### E型车
由于第一次世界大战和之后的恶性通货膨胀，多年来无法采购新车，因此车辆短缺的情况越来越严重。直至1925年，慕尼黑电车才迎来了100辆全新、同样为四轴、配备最大转向架和两台发动机的E型动车；以及200辆被称为“e型”（使用小写字母）的双轴拖车。E型或e型车从一开始便图定采用三节编组运行。E型动车的长度为10.6米，较以往的车辆略长；拖车的长度则为8.2米。这是首款使用滑动门对平台实施封闭的车辆，从而引发了慕尼黑市民的不满，因为此项措施使得他们在列车运行期间难以再跳上车。从技术上看，E型车搭载了两台各有60匹马力的发动机。E型和e型车大体上在二战期间幸免于难，它们直至1960年代才退役。有两辆E型动车被改造为工程车；其中的一辆于1973年售予汉诺威电车博物馆。如今慕尼黑交通公司仍然保存有1辆e型拖车和3辆E型动车（532号、539号和624号）。

### F型车

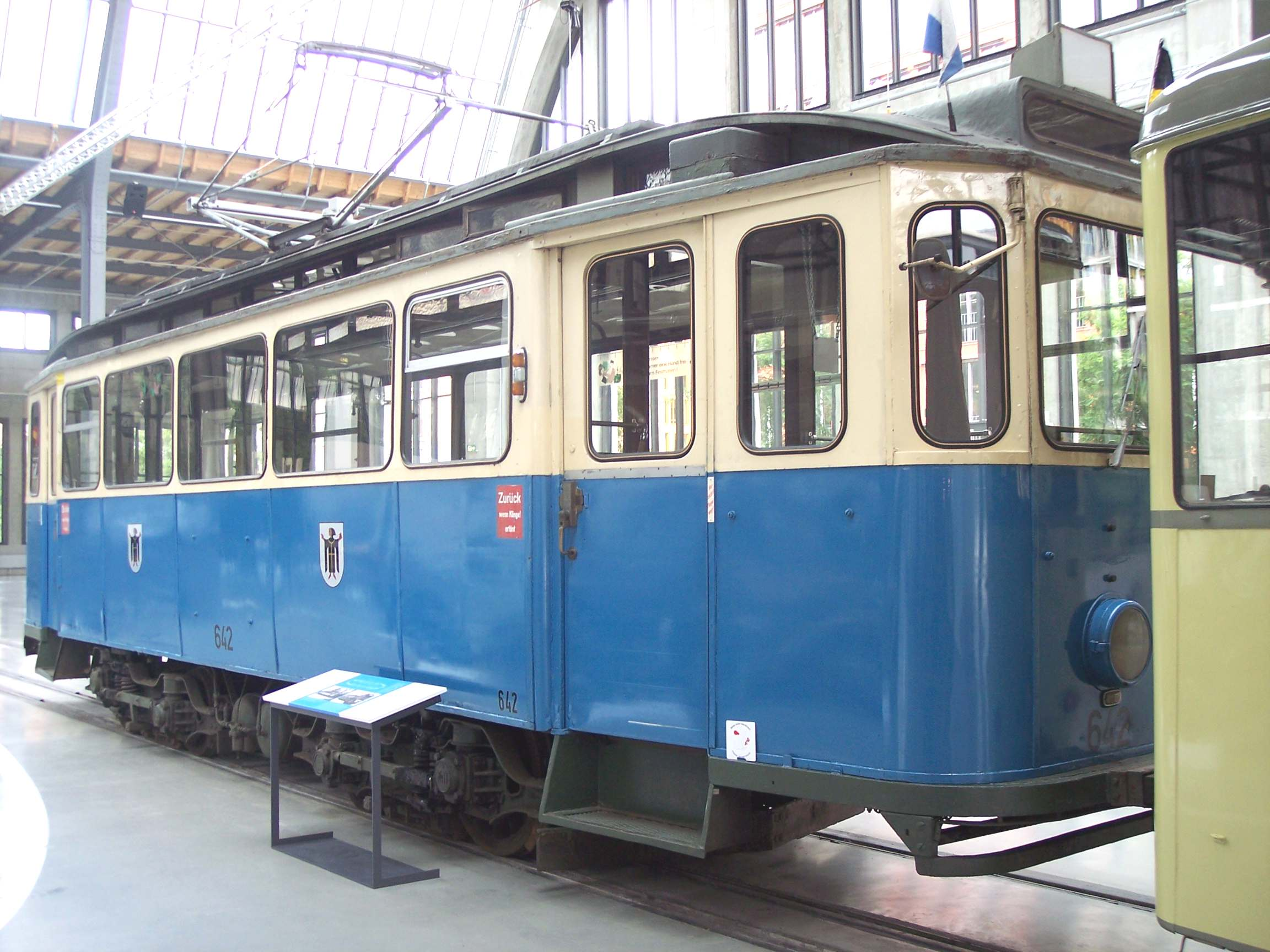
建于1930年的F2型车现存于慕尼黑德意志博物馆的

由于网络在1920年代的进一步扩张，有必要再度购置车辆。在1929年至1930年，共有41辆F型动车和100辆f型拖车交付使用。这些车辆在外观上与E型车类似，主要可通过侧窗的数量（F型车为5扇侧窗，E型车为6扇）进行区分。动车继续采用四轴及两台55匹马力的发动机，长度为10.8米，而拖车的长度则为9.16米。在第二次世界大战中幸存下来的F型动车于1965年至1972年间退役。有一辆动车及两辆拖车作为馆藏车辆保留在慕尼黑。1433号拖车如今则陈列在汉诺威电车博物馆。

### G型和K型车
由于许多车辆在第二次世界大战期间遭破坏和损毁，慕尼黑市政部门开始在底盘损坏的车厢上重建车体。在国家铁路新奥宾维修车间，有19辆前E型车的底盘获得了新的车身；这些车厢被命名为G型车。其尺寸与E型车大致相同，唯一的区别是G型车径直伸展的灯笼式天顶。有一辆G型动车作为馆藏车辆现存于慕尼黑。有58辆e型和f型拖车也进行了重建；它们与其前身非常近似，但被命名为g型和h型车。有两辆g型拖车如今作为馆藏车辆保存。
其它配备了木质车身E型（19辆）和F型车（10辆）被重建为K型车。它们可以通过纤细的端部进行区分；然而，其前端在1950年代得到加宽，以便为车厢装备新的驾驶室。此外，还有同样结构的16辆e型拖车被重建为k型拖车、20辆f型拖车被重建为i型拖车（与k型车类似）。所有这些车辆都在1965年至1968年间退役。作为G1.8型的最后一辆动车，2971号车厢（至1970年为677号）于1993年报废。如今已无保有同类型车厢。

### H型车（外国车）
由于战争的破坏导致车辆库存进一步减少，自1943年起，慕尼黑电车开始分别向德累斯顿、卡托维兹、都灵、科斯林、莱比锡、奥斯陆和斯德丁等地借用车辆，共计113辆动车和91辆拖车。其中一些在慕尼黑引发了问题——例如，奥斯陆的电车便因轴距太长而经常脱轨。只有来自米兰和罗马的双轴列车被证明适合日常使用。出于此原因，当局从罗马购买了各25辆动车和拖车，从米兰则购买了另外12辆动车。它们在内部被命名为X1/x1型和X7型车。而为了不脱离编号模式，它们也被称为H型车。虽然这些列车都已付清，但在战争结束后，所有罗马和米兰的列车都必须按占领国的要求归还。然而，由于12辆X7型车至1946年仍在进行大修，因此慕尼黑当局于1949年决定以16000马克的价格再次购买它们。该型号的最后一辆车于1959年停用。

### I/J型车（“海德堡车”）

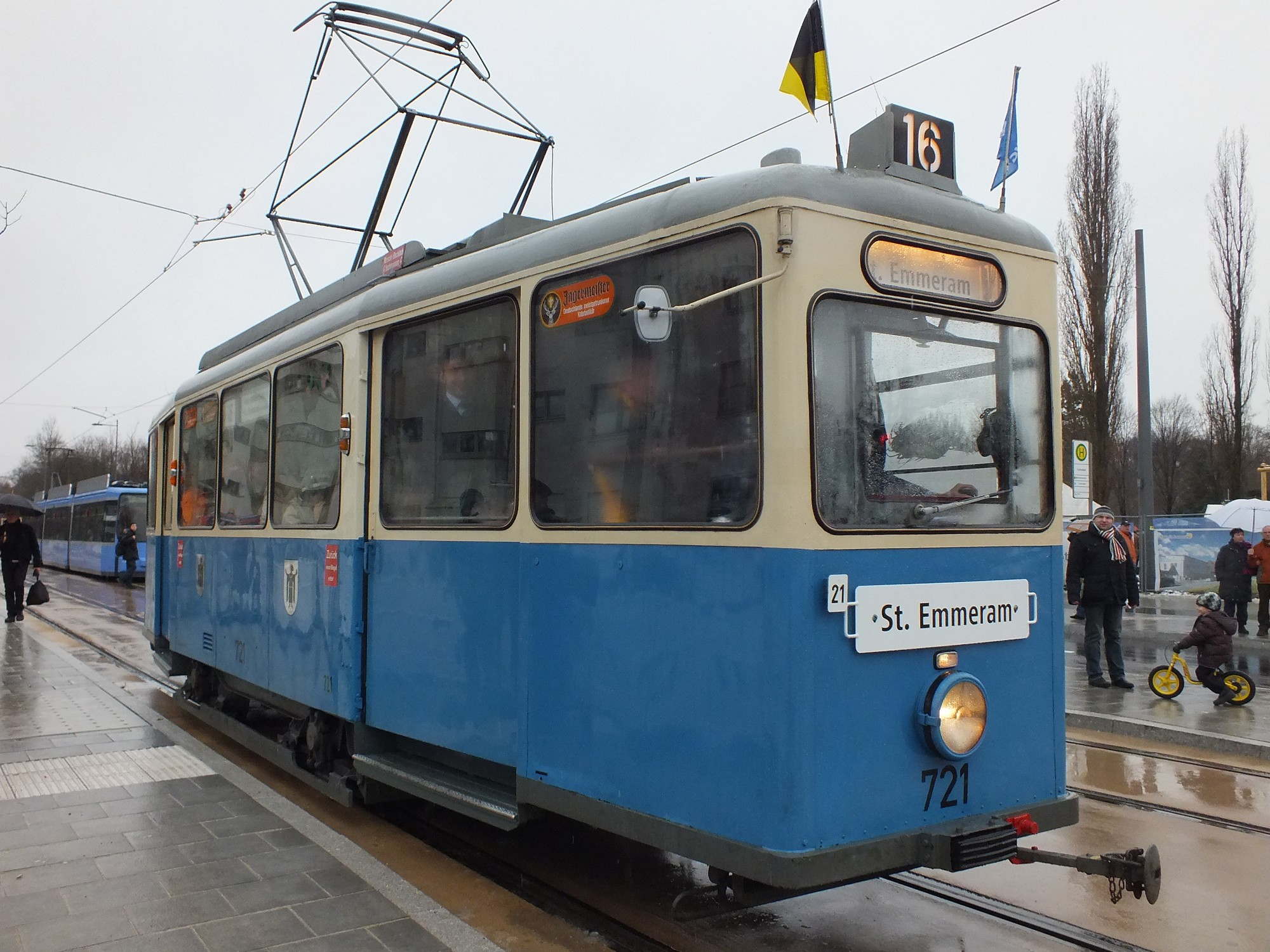
慕尼黑馆藏的海德堡车于圣埃默拉姆

由于车辆短缺的情况下在战争时期日益严重，设于海德堡的富克斯车辆厂便开始根据杜塞尔多夫车辆厂的产品规格，建造所谓的战时电车，这是一款广泛应用于德国许多城市的双轴宽敞车辆。在慕尼黑，至战争结束共交付了6辆动车（12个座席和77个站席）和12辆拖车（12个座席和88个站席），至1950年又再交付多28辆动车和36辆拖车。它们在慕尼黑被昵称为“海德堡车”（Heidelberger）。大多数同款车辆于1973年退役。有两辆于1974年被改装为工程车。如今仍有一辆动车及一辆拖车作为馆藏车辆保留在慕尼黑。

### L型车
即便是在购买了“海德堡车”之后，车队库存仍然远低于需求，当局很快便落实了新的有轨电车车辆计划。慕尼黑电车想要尝试新的底盘概念——三主动轴。为此，设于科隆的西部车辆公司在三辆F型动车中安装了三轴底盘，被称为L型车。在成功完成测试后，L型车厢重新配备了最大转向架，因此又被重新恢复为F型车。

### M型车

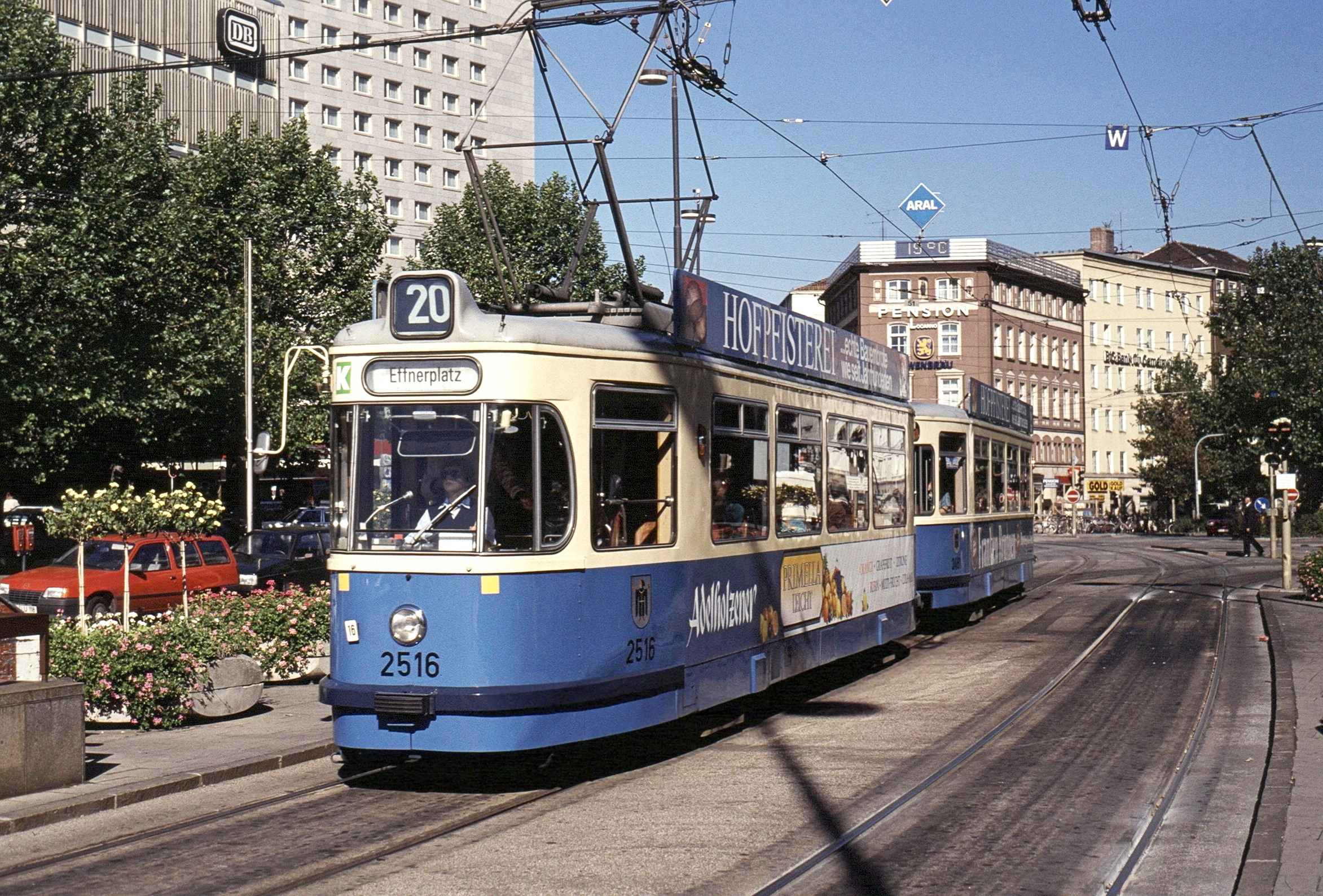
M型车于火车总站（1990年）

在1950年代，车队开始以更先进的大空间车厢进行现代化改造。不同于其它运营方，慕尼黑选择以三主动轴替代四轴模式。首批4辆动车和2辆拖车由约瑟夫·拉特盖伯车辆厂在1950年交付，作为测试型号被称为M1.62型。基于M1型车的经验进行改良的8组动车和拖车被称为M2.63型，于1952－53年间交付。由于四门版的测试型号在运用中出现问题，这一批次的车辆仅设三扇车门。旅客乘降遵循分流原则。最终生产的M2型动车作为其它所有M型车的首个“标准化和烙印化面孔”，其倾斜和圆润的挡风玻璃，以及终点牌上方、安置在车顶的路线号码箱，构成了战后慕尼黑电车的主要“面貌”。1975年，随着网络缩小，所有M2/m2型车再度撤出定期服务。
在慕尼黑的战后交通中，M2型车在运营和技术上都取得了成功，因此自1953年起，当局开始大批量采购结构略有变化的M3.64/m3.64型车。因此，A型和B型的所有旧车厢都可以在1960年之前退役。从1963年至1965年间，再有75辆经过改进和改良的M5.65/m5.65型车辆交付使用。原剪刀式受电弓被单臂式受电弓所取代，而伸缩式滑动门也被向外开启的外翻转门所取代。此外，还首次安装了GEAMATIC控制系统。由于在8号线上图定使用由2辆动车和1辆拖车组成的三节编组列车，因此对于动车的采购量要比拖车多得多。这种运营模式于1972年废除，最后一次有2辆动车（作为双机牵引）合编运行是在1983年。因此，在1970年代，M5.65型列车经常是以2辆动车连挂运行。自1983年起，许多老款的M4.65型车由于地铁开通而退役和报废，部分M5.65型动车则与m4.65型拖车合编为两节编组列车运行。M型车于1998年12月7日被完全撤出图定运营。时至今日，每逢五旬节周六（2019年自圣周六起）至十月初，由2412/3407号车组成的M4.65/m4.65型车组仍会作为慕尼黑电车的城市巡游或在將臨期作为“耶稣小孩电车”出现。

### P型车

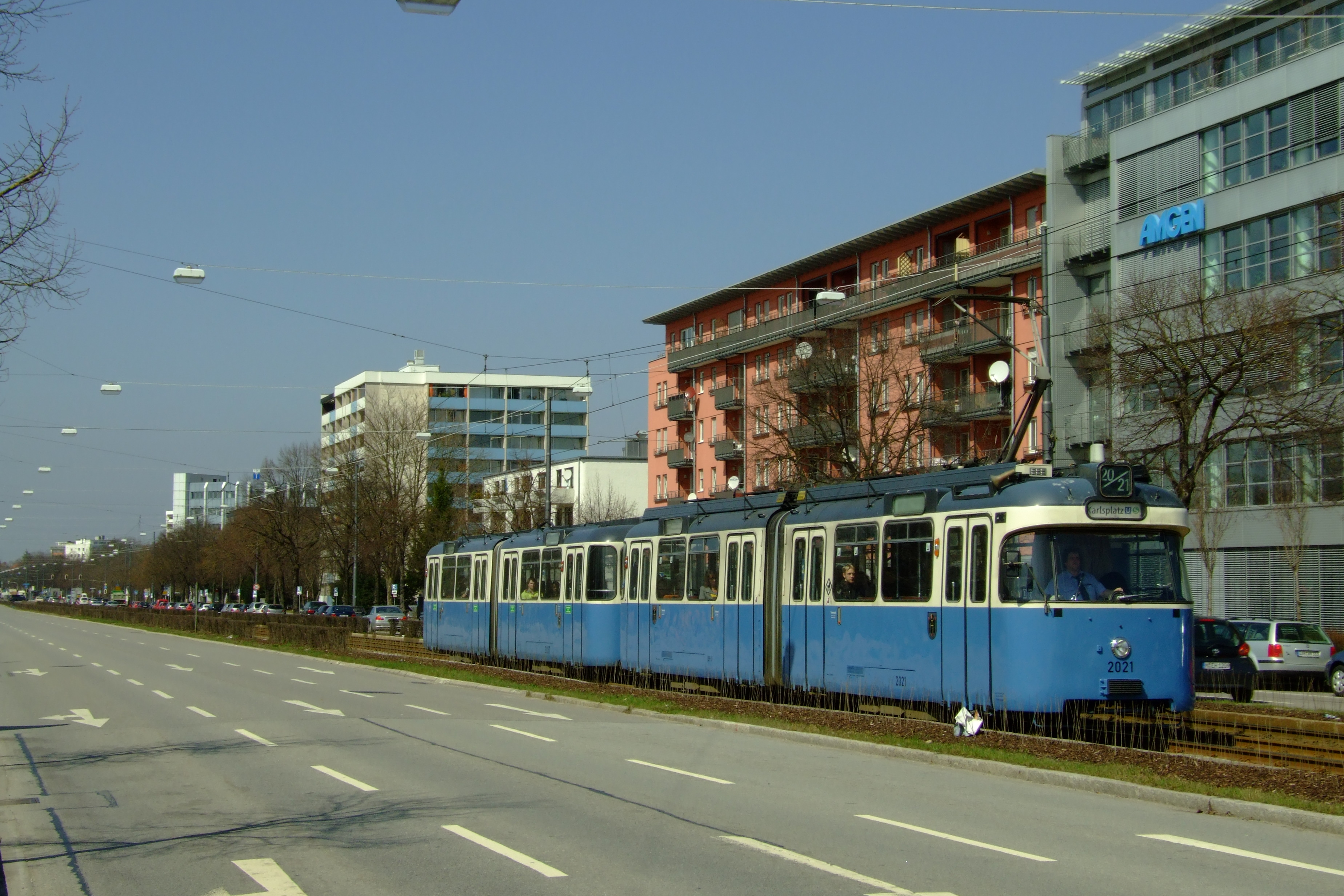
P/p3.16/17型车于哈瑙街

在1959年至1960年间，有两辆M型车进行了铰接车厢的试验，它们被称为P1.65型。由于需要配备两位乘务员，所以列车未能证明其实用性，并只能运营至1975年止。
1963年，当局向拉特盖伯订购了两组全新的、基于不来梅的单铰接式车型而开发的原型车，每组列车由一辆动车和一辆拖车组成。它们在慕尼黑被称为P2型。原型车证明了自己的价值，因此在1967年至1969年间，共大批量采购了42辆P3.16型动车和38辆p3.17型拖车。由于具备较大的载客能力，P型车被用在客流负荷最重的路线上。在1970年代和1980年代，这款车主要在外部区域的地铁行驶路线上运行。随着新增地铁线路的建造，P型车后续又迁回至内城线运行。
P2/p2型车分别于1982年（动车）和1989年（拖车）退役。自1990年代起，随着继任者R3.3型车交付使用，P3/p3型车也宣告退役。在2001年至2003年间，P型车被大量运往罗马尼亚，以供蒂米什瓦拉电车和布加勒斯特电车继续使用。其余车辆则被报废或赠予私人爱好者。在暂时仅以1辆车用于常规运营后，至2014年中期再有6辆P3.16型动车和5辆拖车投入常规服务。
在新款的Avenio型车获批后，由于预计对车辆的需求较低，慕尼黑交通公司遂于2014年停用了P型的2辆动车和1辆拖车，至2016年又停用了另一列。因此，现时仍有3辆动车和3辆拖车可供使用。又由于Variobahn型车不断发生故障，P型车自2015年1月起又开始在包括28号线的最多三条路线中运行。截止2016年9月，可供该车运行的线路仅剩21号和28号两条线。在慕尼黑交通博物馆，还陈列有另一辆不可运行的P型动车。它是在2016年初作为备件筹措的一部分而被拆卸。

### R型车（GT6N/GT8N2）

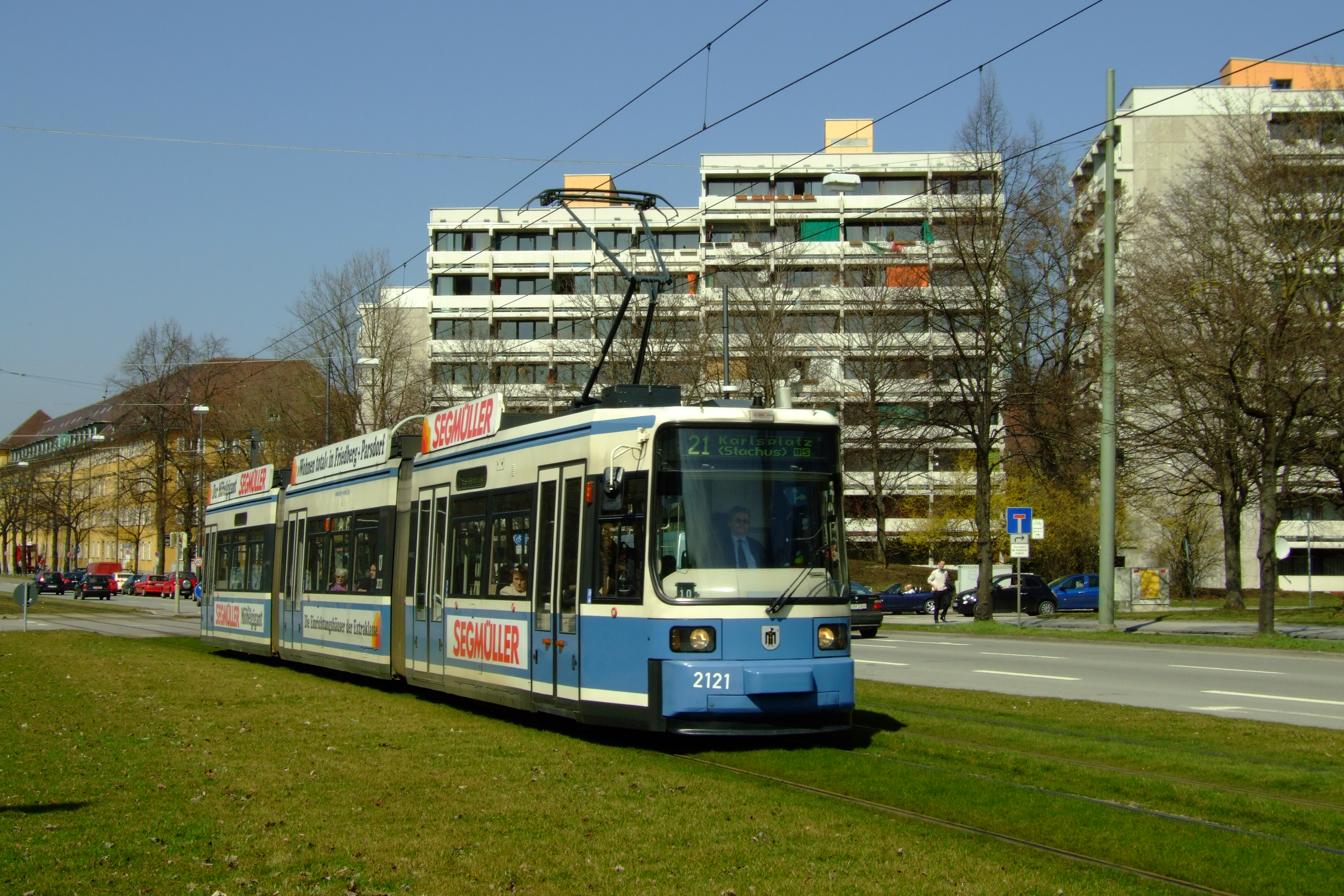
R2.2型车

1985年，有两组来自纽伦堡的铰接列车在慕尼黑进行了试验（被列为N型车），但事实证明它对于慕尼黑的乘客量而言太小了，因此当局规划采用类似于P型车的新型单铰接车厢。然而慕尼黑交通公司还是决定，向Adtranz公司购买3辆采用GTxN/M/S系统的三节编组低地板式原型车作为测试车辆。这3辆车于1990－91年交付，组成了R1.1型车。列车具有两副连杆和三副自承载式钢制车体。在实际运用中，这列电车于过弯和转向方面存在问题，因为它们没有校准尺寸。3辆R1.1型车已不再由慕尼黑交通公司保有，它们已被退回制造商。尽管如此，原型车的测试仍是成功的，因此慕尼黑交通公司决定批量采购同一系统的GT6N型车，在慕尼黑被命名为R2.2型。在1994年至1997年间，共有70列三节编组的低地板列车交付使用。它们在外观上与R1.1型类似，但内部已发生了许多变化。到目前为止，有两列R2.2型车因事故而被剔除出车队。在1990年代末，则进一步购买了比R2.2型车容量更大的低地板车辆。Adtranz将纽伦堡的一列GT6N型车，通过在第二和第三节车厢之间增加双连杆而获得新结构后，便成为了GT8N2型的四节编组原型车。这列纽伦堡的试验车也在慕尼黑电车网络上进行了测试并证明了其价值。在慕尼黑共有运行有20列基于该形式生产的R3.3型车，它们是在1999年至2001年间交付的。虽然R3.3型直接基于R2.2型，但在车辆端部选用了棱角分明的样式。此外，它此时设有六扇门，较其前身更具现代感。自2010年以来，已有大约50列R2.2型车交由莱比锡交通公司的子公司进行翻新。这应该会使这些车辆更为宽敞、容量更高以及更匹配慕尼黑交通公司的外观配色。

### S型车（Variobahn）

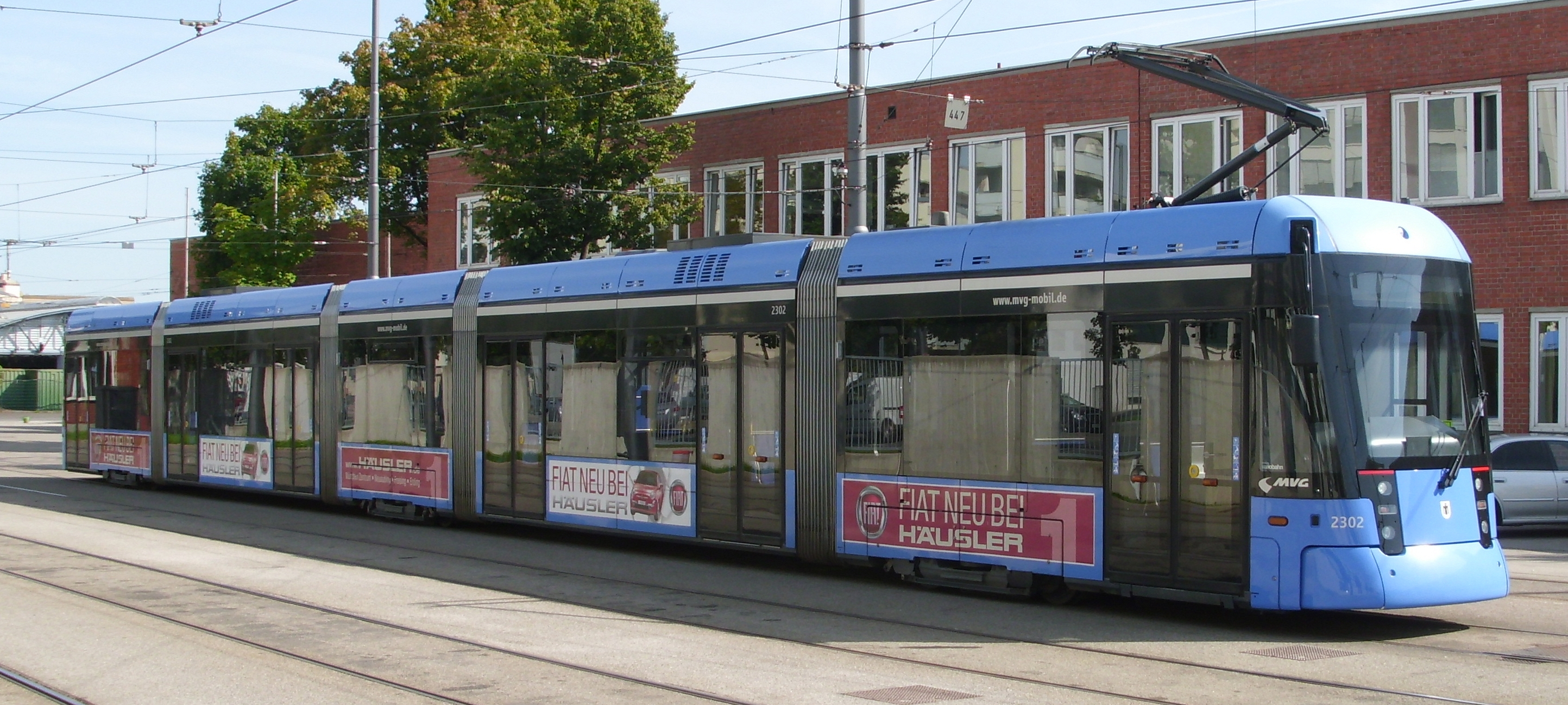
S1.4型车在运用车间

为了弥补P/p型车的退役以及2009年开通的23号线的额外需求，慕尼黑交通公司遂与纽伦堡交通股份公司联合向施泰德铁路采购了Variobahn列车，并于2009年接收了其中的四辆（编号2301至2304）。2008年9月2日，慕尼黑交通公司宣布，除了已订购的4辆Variobahn列车外，另外10辆相同类型的车辆（编号2311至2320）也将从期权中兑现。2301号作为慕尼黑的第一辆Variobahn列车，已于2008年9月完工，经过制造商的进一步微调后，于2009年3月11日抵达慕尼黑。后来这辆车还增设了一个蓄电池，依靠此设备，它可以在约1000米长的无电化区间内通行。由于底盘出现问题，车辆的临时经营许可证于2010年7月19日被吊销，直至2011年12月的运行图调整后再次发放。但由于轮轴出现技术问题，11辆已交付的车辆必须在2012年3月再次全数停运。因此，慕尼黑交通公司不再兑现进一步10辆车的期权，2012年5月交付的第14辆成为了最后一辆。经过一系列问题得到解决后，所有车辆自2015年5月起可恢复正常运营。

### T型车（Avenio）

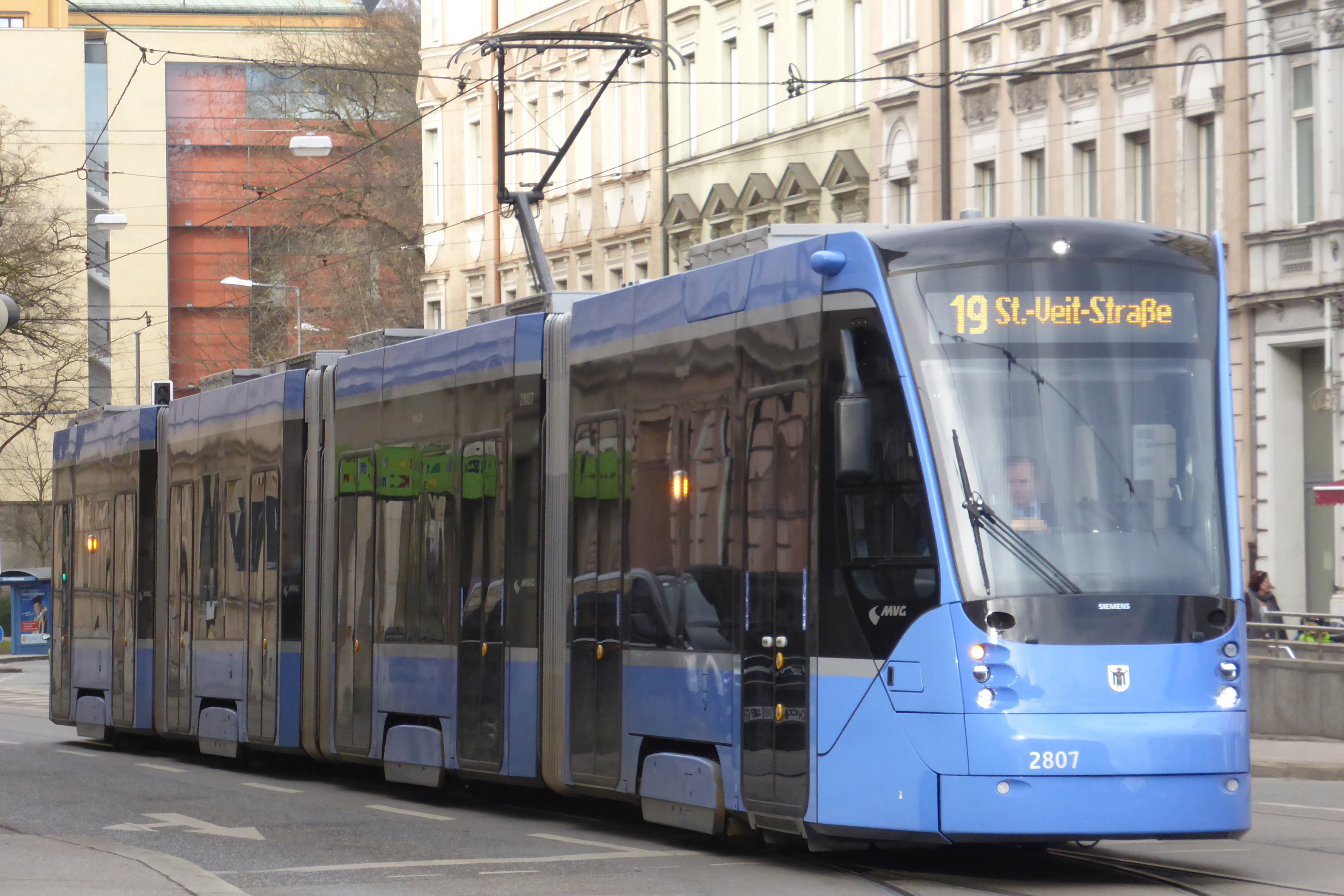
T型车于马克斯·韦伯广场

由于Variobahn列车的运营证和一系列故障等问题，当局放弃了继续购买同类型车。然而，在慕尼黑交通公司2010－2020年的供应大纲中，它们将需要额外的车辆来应对规划中的线路延伸和增加的乘客量。
2012年9月28日，慕尼黑城市公共事业公司和慕尼黑交通公司的管理层宣布，它们已向制造商西门子订购了八辆西门子Avenio型车。第一列车于2013年11月14日交付。为了将25号线延长至施泰因豪森的计划，八辆车中的两辆于2015年交付。这些车辆为四节编组，共设八扇门，可容纳最多220名乘客。它们在慕尼黑交通公司的车队中被归类为T1型车。
2014年9月17日，2807号车在19号线上完成了T型车的首次定期运营。投入运营的日期原计划定于2013年12月，但由于技术上的困难和严格的审批条件而无法满足这一时间节点。2015年7月底，在上巴伐利亚行政区政府尚未延长此前生效的临时运营许可证之前，T型车必须停止运营。自2015年9月30日起，列车获得上巴伐利亚政府的最终审批，得以正式投入19号线运行。
T型车与R3.3型车和Variobahn列车一样，将用于有高载客需求的线路上。它们主要是17、19、20、21和22号线。在Avenio列车经过使用验证后，有更多的同类型车辆得到追加订购。随着后续车辆自2017年12月21日开始交付，一列被指定为TZ型（T4.7型）的车辆分别进行了两节、三节和四节编组的版本测试。2018年12月7日，两节编组的T2型列车获得临时运营许可证，得以首次投入12号线运行，自此它们被应用至最多六条不同的路线上。四节编组的列车是在2018年12月10日首次投入19号线运行。TZ型车的合同共包括22辆确认订单和最多124辆额外单体的选择权。

## 车厂

### 现有车厂
施坦德勒街（总车间，自1924年）：1919年，慕尼黑电车在当时的施塔德尔海默街（今属施坦德勒街）买下了51000平方米的地皮。至建筑物于1924年落成后，总车间得以迁入此地。总车间被编为1号车厂。同样在1920年代，一座食堂建筑和一个徒工培训车间也在此投入使用。在第二次世界大战期间，这些设施有三分之二被毁。运用车间得到重建。总车间设有独立的电车通道，它在基姆高街从18号线的天鹅湖街站岔出，并继续沿阿绍尔街通往施坦德勒街。经过长时间将韦斯滕德街的旧车库规划改造为电车博物馆而未果后，慕尼黑交通博物馆现已在施坦德勒街建成。
爱因斯坦街（自1963年）：原爱因斯坦街/席里德街车厂由于出口太窄，只有部分大空间电车能够驶入。因此，当局决定在洛伊希滕贝格环路以东的爱因斯坦街上建造一个占地40000平方米的新车厂，该场地毗邻火车东站。自1959年起，那里便已为电车铺好了存车线。从1960年开始，电车车库和大量的技术设施分两期建成。至1963年9月21日，新的2号车厂投入运营。那里设有一个390平方米的洗车间、一个2475平方米的维修库以及和2050平方米的车间。

### 曾用车厂
宁芬堡街（1876－1928年）：设于宁芬堡街81号的街车站是慕尼黑电车建成的首个车厂。它可容纳90匹马和40节车厢。自1883年起，那里又为蒸汽电车的运营而增建了另一座车库。随着电车的电气化改造，车厂于1899－1900年间进行了彻底重建，并自此可为30辆电气化电车提供存放空间。运用车间则可同时容纳四辆电车。该车厂其后被编为5号车厂，但因长期以来的面积过小而于1928年8月15日关闭。
威廉街（1877－1930年）：设于威廉街19号的车厂是作为施瓦宾线北部的马车棚而于1877年10月6日开业，这也是慕尼黑的第二个电车厂。它包含一个可容纳80匹马的马厩和一个可容纳20辆马拉车厢（自1884年起为36辆）的车棚。从1900年开始，该车厂被彻底重建以用于电气化运营。新车库可容纳48辆动车和43辆拖车。它原本被编为4号，后来又编为8号车厂。1930年，它因附近的佐克斯莱特街车厂投入使用而关闭，但仍一直作为接触线车间使用直至1970年。
工厂街（后称蒂尔施街，1882－1900年）：设于工厂街20号的慕尼黑第三个电车厂。它包含有可容纳144匹马的马厩和60辆马拉车厢的车棚，以及带有车厢维修车间的背街建筑和供管理部门使用的临街建筑。车间于1890年搬迁至维也纳外街的新车厂。管理部门同样于1899年迁往维也纳外街，该车厂于1900年关闭。
林德虫街（1882－1898年）：曾有几年，在阿德尔兹赖特街和屠房街（今策内蒂街）之间的林德虫街设有可供90匹马和34辆车厢存放的临时设施。然而，该车厂已于1898年由薛夫特拉恩街的一座新建筑所取代。
巴尔特街（1886－1934年）：1886年，慕尼黑电车在韦斯滕德的巴尔特街6号地皮上建造了一座车厂，这里可以通过从兰茨贝格街和韦斯滕德街岔出的专用线进入。它可容纳60节车厢和60匹马。1899年，先前的干草和麦秆仓库被改造为可容纳36辆四轴动车（A型车）的车库；同时也设立了拖车的存放空间。该车厂被编为3号，于1934年停用。在第二次世界大战期间，这些建筑遭到了严重破坏。慕尼黑城市公共事业公司于1953年将此地皮售出。
维也纳外街（1890－1926年）：随着电车延伸至慕尼黑东部，也需要在那里设立一座车厂。1889年，慕尼黑市政府购买了一处位于维也纳外街28号的地皮。在这个4800平方米的范围内，最初建起了一座可容纳180匹马和54辆车厢的车库。这个车厂的电气化改造进度落后于其它地方；总共只有36辆电气化车厢的存车位。1889年，电车管理部门也迁入维也纳外街。1926年，已获得2号称谓的该车厂因容量太小而关闭。只有管理部门仍然维持在那里办公，直至2001年才迁入设于莫萨赫的新城市公共事业中心。
薛夫特拉恩街（1893－1924年）：在旧伊萨尔河谷火车站附近的薛夫特拉恩街32号地块新建了一个车厂。最初，这里可容纳100匹马和64辆马拉车厢。早在1895年，该车厂便完成了电气化改造。一座新的、可容纳102辆电力车厢的新库房于1898年交付使用。同年，在车厂内设立了一个新的总车间，因为维也纳外街的场地太小了。薛夫特拉恩街由此成为第一座总车间，车厂也被命名为1号车厂。它于1904年再次大幅（4000平方米）扩建。1923－24年间，总车间搬迁至施塔德尔海默街；该车厂于1943年遭到严重破坏，战后则有一段时间供公共巴士使用。自1958年起，整个场地被纳入批发市场。车厂的遗址如今位于一座加油站附近。
霍夫曼街（1912－1971年）：1910年，市政府购入了一处位于霍夫曼街38号的工业用地。两年后，一座新的库房在那里落成。它后来被编为6号车厂。车库提供有63辆动车和75辆拖车的存放空间。那里同样设有车间和一些职工宿舍。这些设施于1925年得到扩建，此时可容纳80辆拖车。在二战期间，车厂有一半被摧毁。它于战后得到重建，并为新开通的无轨电车增建了一座库房。在1950年代，这些设施进一步现代化并完成了可存放大空间车厢（M型车）的改造。1971年10月19日，该车厂正式停用。有消息称，在电车西切线的建造过程中，该车厂至少会有部分被重新激活。

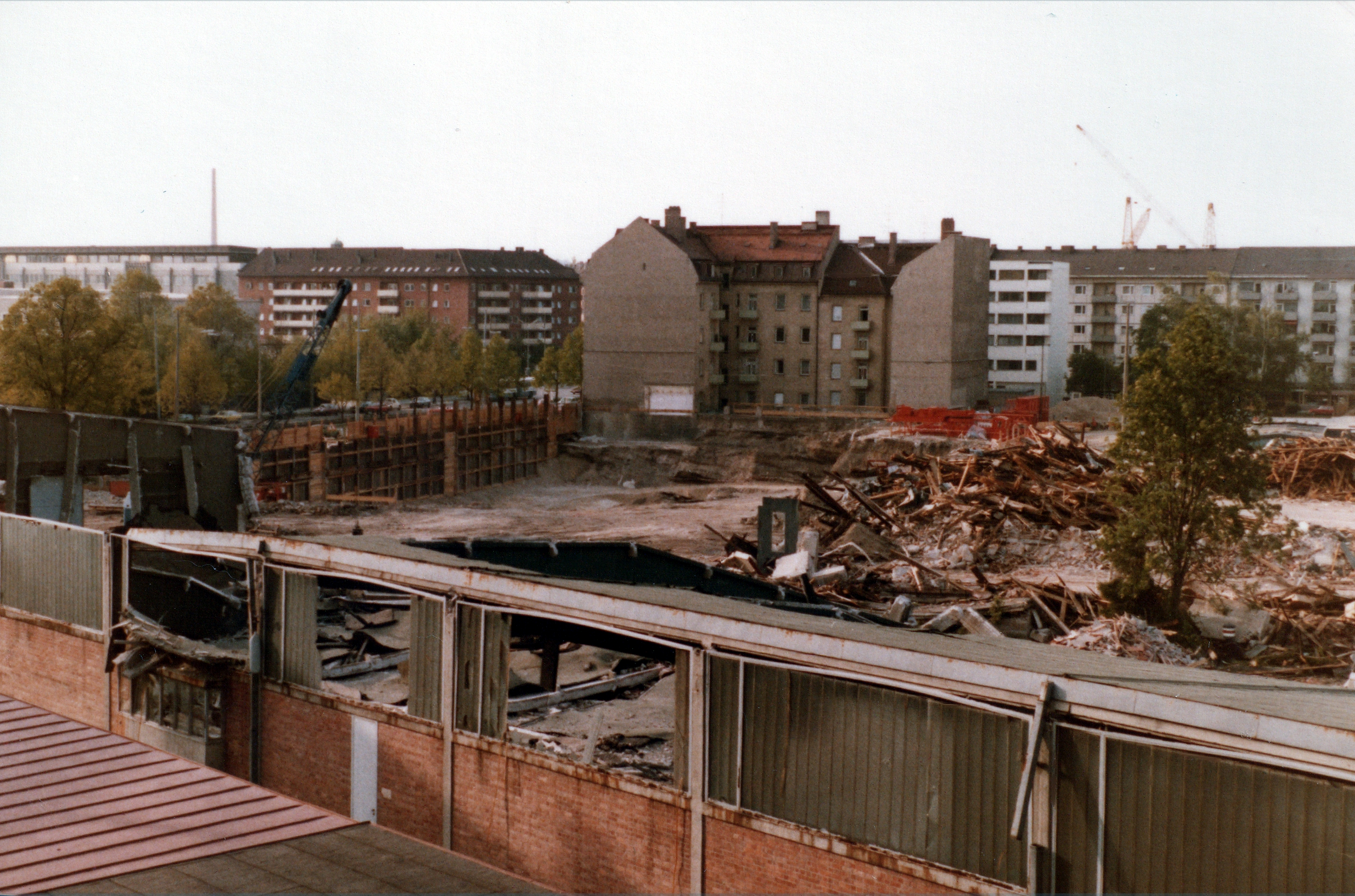
施利尔湖街车厂的拆除工程

施利尔湖街（1913－1972年）：自1912年起，市政府开始在新购的施利尔湖街43-45号地皮建设一个新车厂。它被编为7号车厂，于1913年投入使用。1924年，车厂扩建了另一座车库，并为电车职工设立了一座运动场。在二战期间，车厂逾四成面积被毁。1959年，它获得了一个现代化的洗车间。车厂于1972年5月27日关闭。
佐克斯莱特街（1913－1970年）：1913年，在距离威廉街车厂不远的佐克斯莱特街14号开办了一个新车厂，初期设有两座车库，共计可容纳80辆动车。该车厂原本被编为8号，但在威廉街车厂关闭后而改为4号。1929年，一座新的大型车库投入使用。在二战期间，它只受到了极少的破坏。在1967年慕尼黑地铁开始试运行之前，首批地铁车辆便被接纳于此。车厂于1970年6月15日关闭，并至1980年代中期拆除。
维也纳外街/席里德街（后称爱因斯坦街/席里德街，1926－1963年）：旧有的车厂主要建于马拉车厢时代，它们在电气时代已显得过小、并且难以扩建。为此，市政府于1924年在海德豪森区的维也纳外街、基尔申街和席里德街交界处购买了一块14700平方米的地皮。新的2号车厂于1926年投入运营，在车库内可容纳80辆三节编组列车。该车厂是一座所谓的“通过式车站”，也就是电车无需调轨便可到达场地内的街面轨道。在车厂前面建有55个单元的住宅区和车厂管理区。在二战期间，这里遭到严重破坏，然后与1950年代进行可存放大空间车厢的重建。在爱因斯坦街的新2号车厂投入使用后，席里德街车厂于1963年9月21日关闭。
达豪街（1928－1977年）：由于宁芬堡街的车厂已经不够用，市政府便购买了一处位于达豪街104号、面积达32500平方米的地皮，并至1928年在那里建成了新的5号车厂。其车库共可停放95辆三节编组列车，另还有一座可停放多45辆车的库房。该车厂在二战期间的被毁面积达75%，至1949年完成重建。它于1950年代获得了一座现代化的洗车间。1977年，车厂作为优化措施的一部分而被关闭。其最后一座车库于2010年拆除。
韦斯滕德街（1934－1993年）：自1925年起，市政府谋求建造一座新车厂以取代巴尔特街车厂。为此，它们于同年在韦斯滕德街200号购入一块面积为14700平方米的地皮。在大萧条时期，建设必须面临重大的财政困难，但仍得以于1934年投入使用。车库设有26条轨道可容纳104辆三节编组列车。为此，在毗邻的乔科克街角还建有一座供电车员工居住的宿舍楼。该车厂在二战期间有三分之二的面积被毁。它在战后进行了重建，并于1952年铺设了一条通往车厂的电车线路。1964年，车厂获得了一个新的洗车间和升降台，以及一个新的出入口。该车厂于1993年停用。在此后的很长一段时间内，该场地都被规划用于建设慕尼黑电车博物馆，但后者最终在施坦德勒街的主车间内落成。留存的车库遂于2008年拆除，轨道连接也被移除。

## 未来发展

### 规划中的电车网络扩建
- 西部切线：从埃登巴赫街地铁站（U3线）开始，新线路应精确遵循捷运巴士51号线的走向，往北延伸至罗曼广场。从森林陵园至洛雷托广场的西部切线分支则不再考虑。1993年撤销线路（最后为26号线）的轨道已于2010年夏季拆除，其原有的路径另作他用。[129]在上森德灵区内，位于博榭茨里德街和德里加尔斯基大道交界处的废弃电车隧道已不再需要，应进行填平。2018年3月，慕尼黑市议会通过了建设决议。[130]具体实施取决于快铁第二主线铁路的建设进度，两者的线路将在莱姆相交。因此，西部切线的通车时间拟定于2027年。[131]在拉青格广场/埃登巴赫街至罗曼广场之间的线路可对应曾于1948年至1966年开行的慕尼黑无轨电车线。

- 北部切线：北部切线应从伊丽莎白广场（27号线）经由吉瑟拉街地铁站和英国公园通抵蒂沃利街（16号线）。在过去的一百年间，曾有过许多穿越英国公园的电车路线规划，但都未能实现。最新的建议是为列车配备额外的储能装置（超级电容器），以便能够在没有架空电缆的情况下穿过公园。2017年7月14日，时任巴伐利亚州州长的霍斯特·泽霍费尔宣布，基社盟将不再为穿行英国公园的电车方案设置障碍。这为规划的顺利开展扫清了道路。为此应将尽快拟定一份决议草案，然后提交市议会表决。[132]

- ：为了改善慕尼黑北部的发展，23号线将从施瓦宾北延伸至松园地铁站。此外，松园站还可通过一条新线路（规划至24号线内）与哈特畔站相连，继而进一步通往27号线的终点佩图埃尔环路。

### 调研中的电车网络扩建
2015年，慕尼黑决定更新和调整短途运输规划。在城市规划和建筑法规局提交市议会的方案中，包含了以下将进行调研的新建线路：
- ：从莱姆畔山延长至达尔芬或至莫斯费尔德畔工业区
- ：在西部延长至布鲁门瑙
- ：在东部延长至米夏埃利游泳馆地铁站
- 森林陵园－普拉内格：在维尔姆河谷街沿巴士268线伸展，然后同巴士265线至普拉内格。
- 火车总站－西尔伯霍恩街：同巴士58/68号线
- 南部切线：从埃登巴赫街或森林陵园出发，经过哈拉斯、兄弟磨坊街和坎迪广场，于泰根塞尔州道与25号线相连并进一步至吉兴火车站与17号线相连。
- ：在东部延长至特鲁德灵，也可以从那里继续通往哈尔。
- ：取代之前考虑的从曼格法尔广场出发的U1线延长，改为以18号线在南部经由施塔德尔海默街、瑙普里亚街和赛博特街延长至哈拉兴医院或大黑塞洛赫桥。由于该线路当前（2016年）有巴士提供20分钟一班的服务已足够，因此不太可能实现。
- ：从通往圣埃默拉姆的线路中分岔出来，连接至英戈沙金地铁站或约翰內斯基兴。
- 旧展会－北部浴场：新线路从施万塔勒高地地铁站经由海梅兰街和施万塔勒街抵达火车总站，在那里可与规划中火车总站－西尔伯霍恩街的线路相连。然后该线路将继续向北穿过塞德尔街和施莱斯海姆街通往北部浴场的三角线。
- ：从莫萨赫站或西部陵园延长至快铁下门钦站
- ：向南延伸至规划中北部切线所在的吉瑟拉街。从那里，路线可以通往伊丽莎白广场并进一步通往内城。
- ：从圣埃默拉姆延长至下弗灵，但根据跨越弗灵环路的既有桥梁使用状态和下弗灵狭窄的街道情况，这项延长不太可能实现。
- 奥林匹克购物中心－圣埃默拉姆：在慕尼黑北部的新切线（同巴士50号线）
- 火车总站－新佩拉赫：同巴士55号线

为了开发弗莱曼的新建区域，2015年还考虑了地铁5号线或电车19号线的延长；但至2019年，市议会决定支持地铁。

### 城郊铁路
对于未来分散式的网络扩展，当局曾就一项城郊铁路的设想展开讨论，其中可以使用合适的车辆交互在快铁、地铁和电车的连接线路上共同运行。

### 新车采购
慕尼黑交通公司于2014年5月发布了一项资格预审程序，感兴趣的制造商可以提交相应的车辆设计方案。由于电车的受欢迎和繁忙程度与日俱增，车辆应当采用双机牵引，总长度为48米。它们将被应用于电车20、21和22号线上，并共同组成已超负荷运作的2分钟一班间隔。双机牵引列车由两辆电车联结而成，需可容纳270名乘客。双机牵引的模式曾于1965年首次在慕尼黑电车上使用，当时是由M5型动车在高负荷的线路中提供M/M/m式的三节编组服务。然而，为了使用这些列车，电车站必须进行加长。新电车最早应在2017年加入慕尼黑车队。2014年6月6日，慕尼黑为新款电车展开了全欧范围内的招标。2015年10月，慕尼黑交通公司最终委托再生产22辆Avenio列车。订单中包括9辆两节编组和9辆三节编组的Avenio车厢，它们可以相互连挂使用。此外，还有4辆是与此前订购的类型相同的四节编组车厢。该合同还附有多达124辆后续车辆的选择权。22辆新电车已于2017年起开始交付。